# ハイルブロン

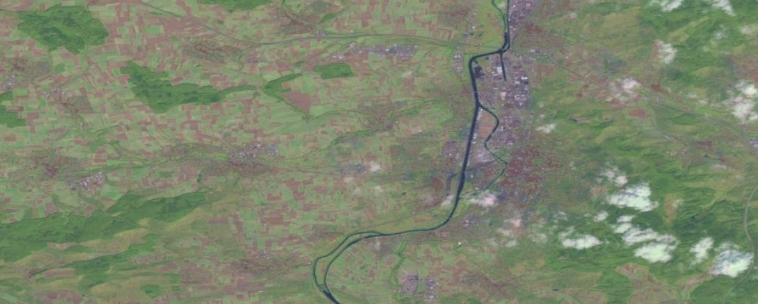
ハイルブロン付近の航空写真。中央を流れる川がネッカー川。

ハイルブロン (ドイツ語: Heilbronn, ドイツ語発音: [ha‿ilˈbrɔn] ( 音声ファイル)) は、ドイツ連邦共和国バーデン＝ヴュルテンベルク州北部の大都市。人口約12万人を擁するこの都市は、バーデン＝ヴュルテンベルク州で6番目、ヴュルテンベルク地方では2番目に大きな都市である。
ネッカー川沿いに位置するこのかつての帝国都市は、現在では郡独立市であると同時に、この都市を完全に取り囲んでいるハイルブロン郡の郡庁所在地でもある。さらには、バーデン＝ヴュルテンベルク州の北東部をその地域とするハイルブロン＝フランケン地域連合の上級中心都市でもある。ハイルブロン周辺地域を、この地方では「ウンターラント」と称する。
ハイルブロンはワインの都市またはケートヒェンシュタットとして知られている。後者は、この都市が、劇作家ハインリヒ・フォン・クライストの戯曲『ケートヒェン・フォン・ハイルブロン』によって有名になったためである。

## 地理

### 位置
ハイルブロンは、バーデン＝ヴュルテンベルク州北部の、ネッカー川が作り出す肥沃な平地であるネッカー盆地の北部に当たるハイルブロンナー盆地に位置する。この都市のネッカー川両岸の大部分は、ブドウ栽培の丘が広がっている。これらの丘は、西はハイルブロンナー盆地を縁取る比較的小さな丘陵地であるガルタヒャー・フェルトにつながり、東はヴァルトベルク、ガルゲンベルク、ビューヒェルベルク、シュヴァインスベルクといった山々が北から南に連なっている。さらに東側には、ヒンタースベルクやライスベルクといった山（これらはいずれもハイルブロン市内にある）が、レーヴェンシュタイナー山地の支脈にあたるハイルブロンナー山地を形成している。
市域の最高地点は、市の森の最も南東に位置する海抜378mのライスベルクであり、2番目は372.8mのシュヴァインスベルクである。一番低い地点は、ネッカー川のネッカーズルムに近い地点で海抜151mである。市域は、南北13km以上、東西は19km以上の広さがある。
ハイルブロンはシュヴァーベン＝アレマン方言（シュヴァーベン語）とフランケン方言（南フランケン語）の境界域に位置する。

### 隣接する市町村
隣接する市町村は、北から時計回りに以下の通りである。すべての市町村がハイルブロン郡に属す。バート・ヴィンプフェン、ネッカーズルム、エアレンバッハ、ヴァインスベルク、レーレンシュタインスフェルト、ウンターグルッペンバッハ、フライン、タールハイム、ラウフェン・アム・ネッカー、ノルトハイム、ラインガルテン、シュヴァイゲルン、マッセンバッハハウゼン、バート・ラッペナウ

### 市の構成

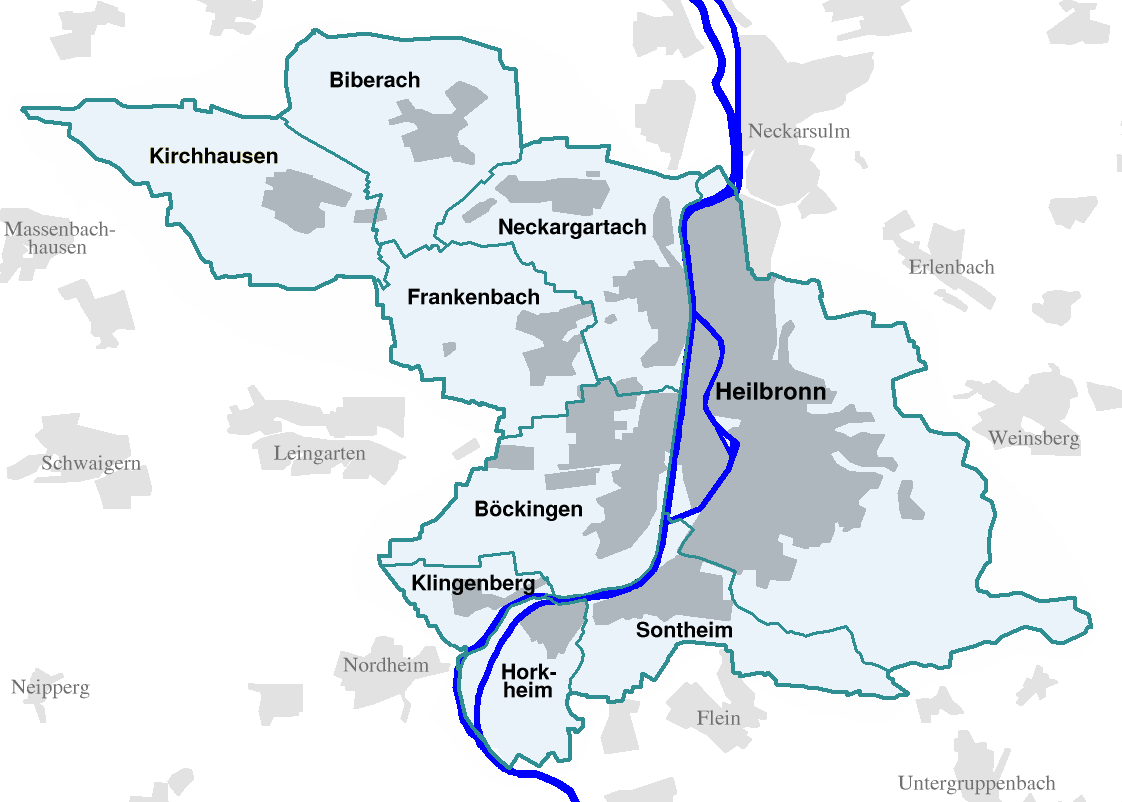
ハイルブロンの市区地図

ハイルブロンの市域は、9つの市区からなる。ハイルブロン区の他は以下の通り。
- ビーベラハ
- ベッキンゲン
- フランケンバッハ
- ホルクハイム
- キルヒハウゼン
- クリンゲンベルク
- ネッカーガルタハ
- ゾントハイム

多くの市区は、さらに地理的に分散した集落(Orte)や孤立した農家などからなっている。
ベッキンゲン、フランケンバッハおよびネッカーガルタハは、19世紀の初めまでにはすでに帝国都市ハイルブロンに付属する村とみなされていた。ベッキンゲンとネッカーガルタハは1933年および1938年にそれぞれ再度合併した。かつてはドイツ騎士団の村であったゾントハイムも1938年にハイルブロンに合併した。残りの市区は、1970年代の市町村再編の時期に合併した町村である。1970年にクリンゲンベルク、1972年にキルヒハウゼン、1974年にビーベラハ、フランケンバッハおよびホルクハイムが合併した。ハイルブロン区は、ベッキンゲン区、ネッカーガルタハ区、フランケンバッハ区、ゾントハイム区およびホルクハイム区と事実上融合した都市部を形成している。ビーベラハ区、キルヒハウゼン区、クリンゲンベルク区はおおむね農業・林業用地が広がっている。

### 地域計画
ハイルブロンは、その周辺地域とともに、シュトゥットガルト大都市圏の北部に属す。この都市はハイルブロン=フランケン地域連合の上級中心都市、すなわちバーデン＝ヴュルテンベルク州の地域開発計画2002が定める全14の上級中心の1つである。この上級中心都市が管轄する市町村は以下の通り。アプシュタット、バート・ラッペナウ、バート・ヴィンプフェン、バイルシュタイン、ブラッケンハイム、クレーブロン、エーバーシュタット、エルホーフェン、エッピンゲン、フライン、ゲンミンゲン、ギューグリンゲン、イルスフェルト、イットリンゲン、キルヒャルト、ラウフェン・アム・ネッカー、レーレンシュタインスフェルト、ラインガルテン、レーヴェンシュタイン、マッセンバッハハウゼン、ネッカーヴェストハイム、ノルトハイム、オーバーズルム、プファッフェンホーフェン・アン・デア・ツァーバー、シュヴァイゲルン、ジーゲルスバッハ、タールハイム、ウンターグルッペンバッハ、ヴァインスベルク、ヴュステンロート、ツァーバーフェルトである。
ハイルブロン＝フランケン地域の地域開発行政は、地域連合を介して行われている。

## 歴史

### 市の創設

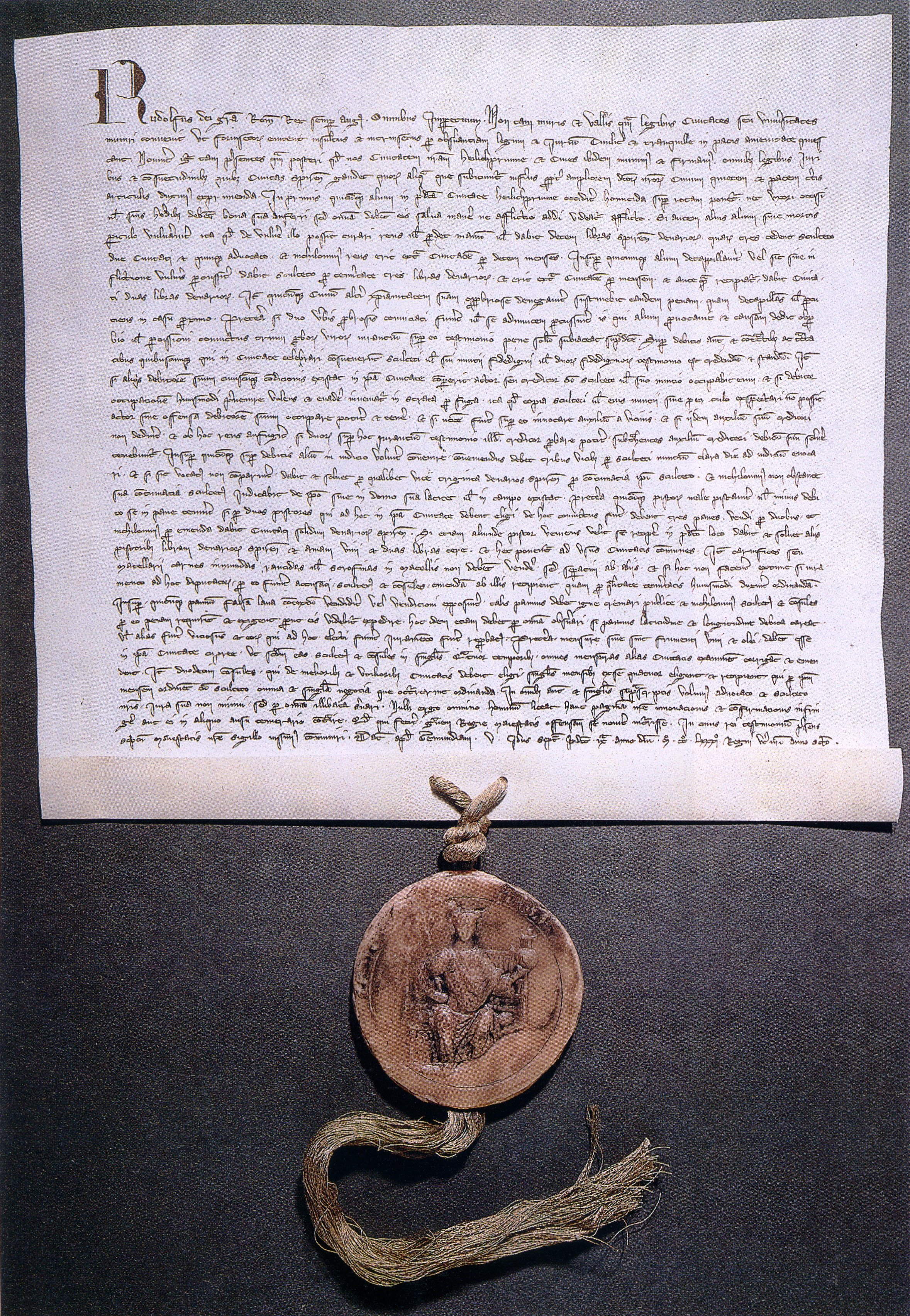
都市権の書類

ハイルブロン盆地の豊穣なネッカー河畔における最も古い人の痕跡は、旧石器時代（紀元前3万年）にまで遡る。ハイルブロンの近くを太古の遠距離道路が通っており、ここでネッカー川を渡っていた。ローマ時代には、紀元1世紀頃に国境に、後のベッキンゲン近くの城を含むネッカーリーメスが築かれ、全部で8本のローマ街道が通っていた。ローマ人の後、3世紀中頃からアラマンニ人がネッカー地域を支配し、500年頃にはフランク人がこれを追い払った。フランク人は王領の設けられた東部地域に入植した。現在の中核地域に設けられた最初の大規模な入植地はこうした王領に基づくものであったと推測されている。
741年付の贈与証明書に、初めてvilla Helibrunnaとして、889年付の文書にはfiscus dominicus Heiligbrunnoとしてこの村が記録されている。この名前は 、今日のドイツ語で言えば、heilig（神聖な）+ Brunnen（泉、水源）に相当する。1050年頃に市場、1140年頃に港が初めて言及された。この村は急速に重要な商業の中心地に発展し、カロリング朝の終わり頃から土着豪族のカルフ伯の治めるところとなった。かつてのフランク人の貴族領は小さな所領に分割された。かつてのフランク族の領土は分割され地主に分配された。さまざまな伯、修道院、さらには1225年頃からドイツ騎士団がハイルブロンの土地の所有権を獲得した。ドイツ騎士団は、司令部としてドイチュホーフを築き、近郊のゾントハイムを拓いた。1225年にこの都市は初めて「オッピドゥム」（防衛施設のある都市）と表記され、ホーエンシュタウフェン朝の王ハインリヒ7世のレーエンとしてヴュルテンベルク公に与えられた。
1281年、ローマ王ルドルフ1世は、ハイルブロンに都市権を与え、以後選挙された12名からなる市参事会（Rat）が設置されたことが記録されている。1300年頃にはキリアン教会と市庁舎のあるマルクト広場に関する最初の記録が遺されている。1322年にローマ王ルートヴィヒ4世は、この都市に重罪裁判権を授けた。

### 1371年、帝国都市

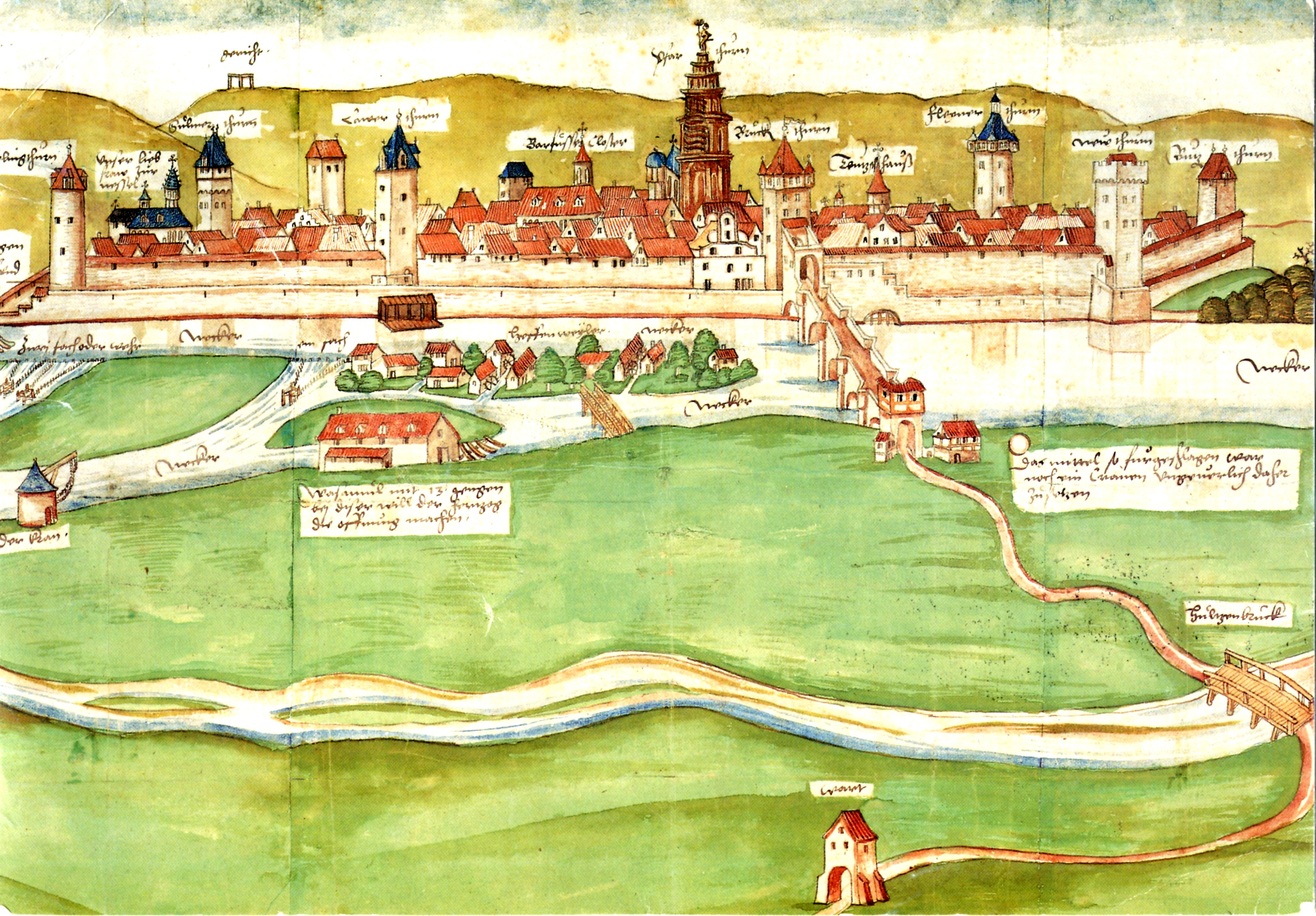
1557年のハイルブロン

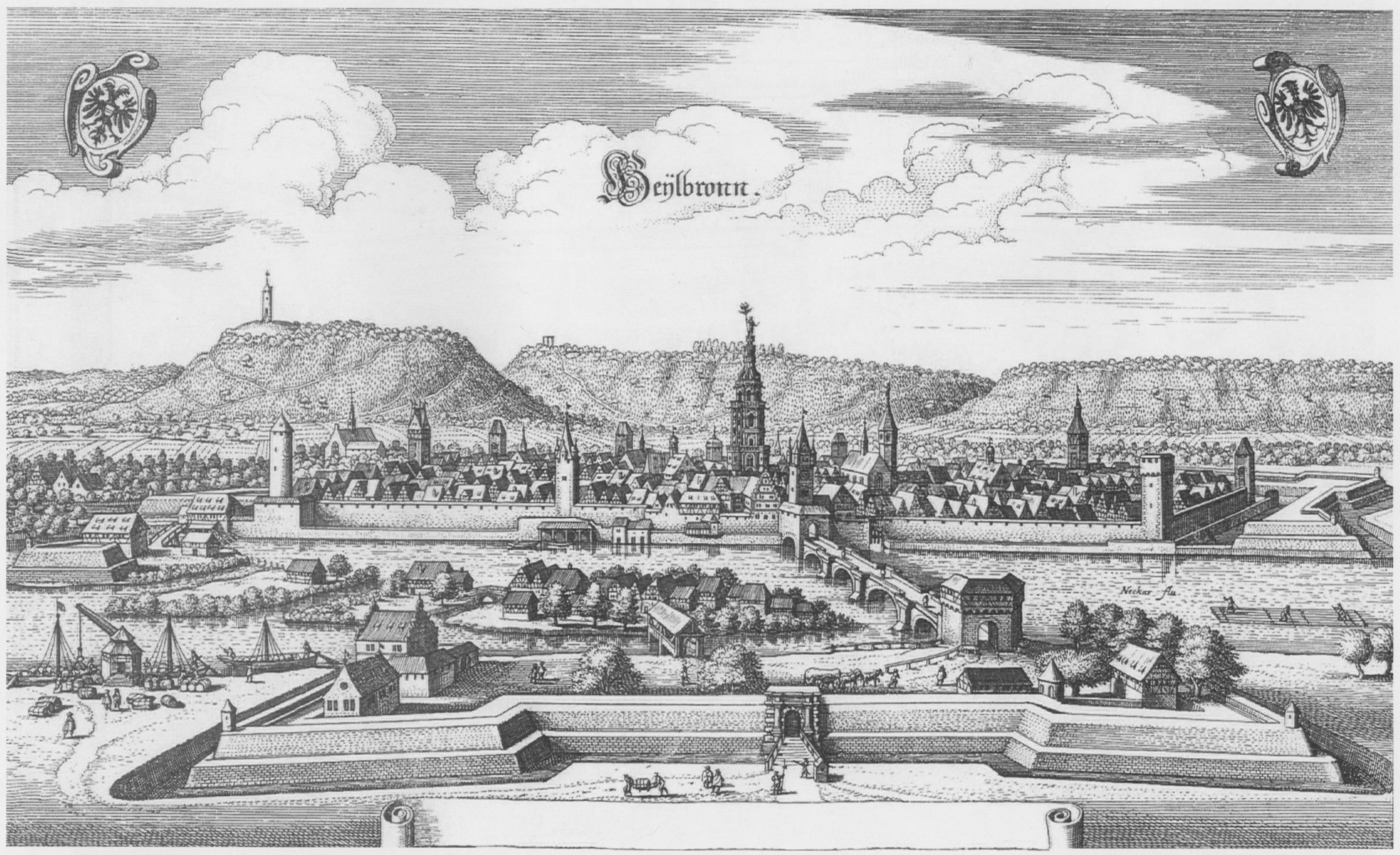
砦のあるハイルブロン（1643年）

1333年のネッカー川特権に基づいて堰き止められ迂回するよう改修されたネッカー川の港や水車で駆動する粉挽き小屋などからハイルブロンの商業は繁栄した。都市貴族たちは、皇帝によって比較的手厚く周囲の下級騎士貴族から護られていた。1360年、市民たちはレーエン領主であるヴュルテンベルク公から市長の任命権を委譲させた。1371年12月28日にこの都市は、皇帝カール4世の裁可によって帝国都市となった。皇帝との特別に親密な関係や、1417年から1692年まで有効であったプファルツ選帝侯との同盟関係は、ヴュルテンベルク公との対立姿勢を強調するものであった。15世紀の政治的安定はこの都市にさらなる隆盛をもたらした。当時、この都市には約4,000人が暮らした。多くの歴史的建造物がこの時代に遡る。
1519年、ゲッツ・フォン・ベルリヒンゲンはシュヴァーベン同盟の捕虜としてハイルブロンに拘留された。ドイツ農民戦争では、反乱側の農民指導者としてイェックライン・ロールバッハが現れ、ネッカー＝オーデンヴァルトの農民兵の一団とともに1525年にヴァインスベルクの血のイースター事件（ヴァインスベルクの町を壊滅し、ヴュルテンベルクの総代官をなぶり殺しにした事件）を起こし、ハイルブロンのカルメル会修道院を略奪した。三十年戦争ではこの都市と、帝国都市付属の村がひどく苦しめられた。ヴィンプフェンの戦い以後、1622年にネッカーガルタハが焼き討ちされた。1633年にスウェーデン軍とフランス軍はハイルブロンに出砦を築いた。1634年から1647年まで、この都市は再び皇帝軍の占領下となったが、その後フランス軍さらにはプファルツ軍に占領された。しかし、1648年のヴェストファーレン条約で旧来の地位に戻された。プファルツ継承戦争では、ハイルブロンは1688年にEzéchiel de Mélac麾下のフランス軍によって占領され、1688年12月ザクセン選帝侯の進軍前にフランス軍が退却する際、都市貴族一門の9人の成員が、一部は1年以上にわたって、人質として拘束された。1694年にはこの都市で最後の魔女狩りが行われた。
1750年頃、ハイルブロンにはロココ様式の装飾性の高い建築物が建てられた。その一つが、シースハウス（射撃協会会館）である。ハイルブロンの家畜・馬市は、1770年から1世紀以上の間、南西ドイツ最大の屠畜の集散地であった。
ファウスト (伝説)はハイルブロン滞在中しばしば近くの城に泊り歓待されたが、ある冬の日、城のご婦人がたの望みに応えて、庭にスミレの花を咲かせ、木々にリンゴ、モモ、プラム、ブドウの実を成らせたという。

### 1802年、ヴュルテンベルクのオーバーアムト都市

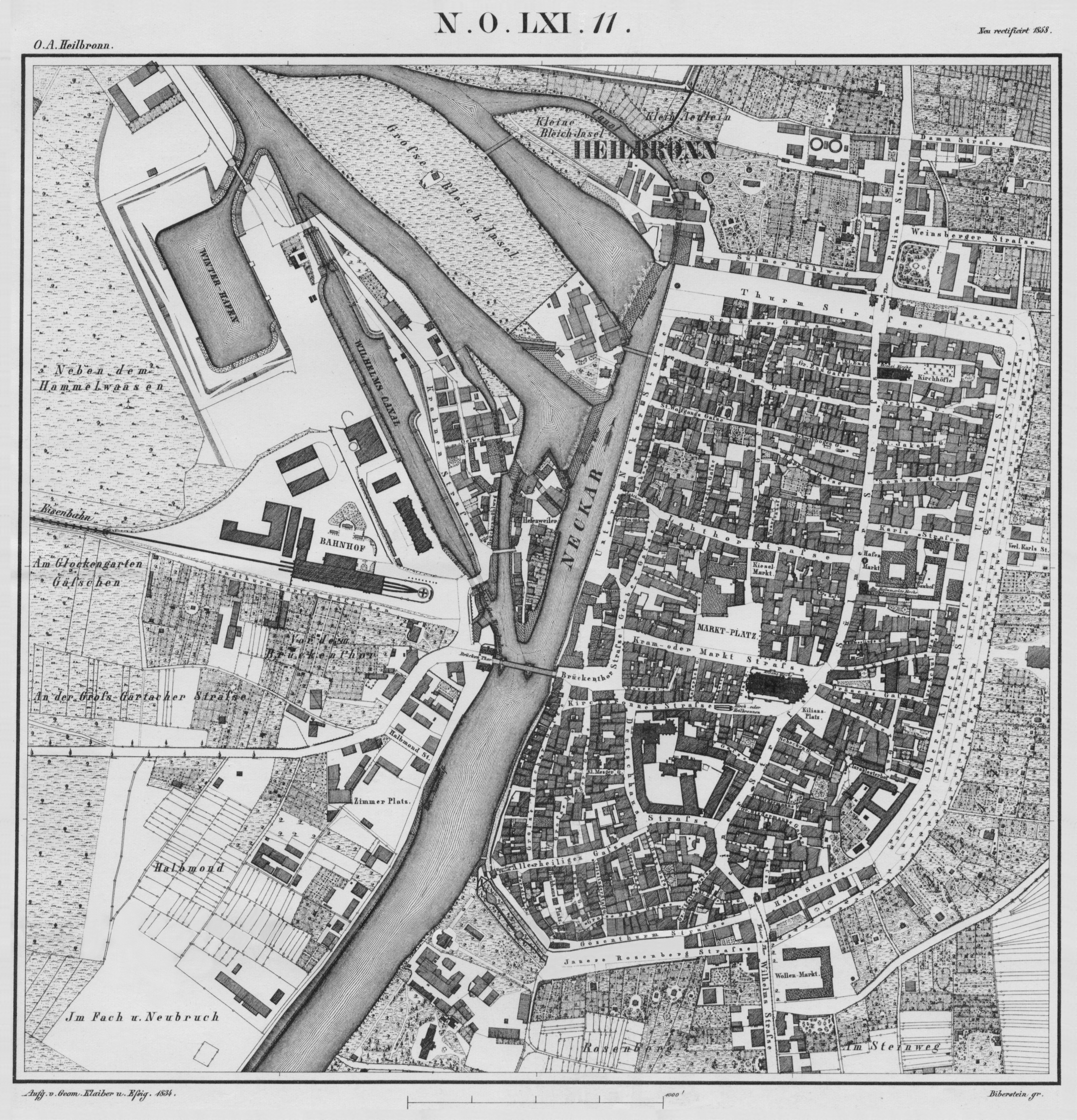
1858年のハイルブロンの地図

1802年9月に、ヴュルテンベルクの他の帝国都市とともに、その地位を剥奪され、オーバーアムト・ハイルブロン（オーバーアムトは上級の地方行政機関）の所在地となった。
中世盛期以来多くの堰や水車によって堰き止められていたネッカー川は、1815年から再び船舶の航行ができるようになった。1819年から1821年までの間にヴィルヘルムス運河が造られ、特にハイルブロンナー製紙によって発展した工業地域の立地に寄与した。1832年にはヴュルテンベルクで最も多くの工場がある都市となり、「シュヴァーベン地方のリバプール」と呼ばれるまでになった。1839年から、計画的な郊外都市が築かれ、それはネッカー川の西岸にも及んだ。ここにはヴュルテンベルク北部鉄道の駅が1848年に設けられた。1880年までには、南ドイツのあらゆる主要都市への鉄道網が整備された。
1848年、ハイルブロンは三月革命のヴュルテンベルクの中心地となった。1849年夏まで、市内で多くの暴動があり、シュトゥットガルトから派遣された軍隊によってようやく鎮圧されるということが何度もあった。
1875年にフロス港（材木の港）、1886年にザルツ港（塩の港）、1888年にカールス港が造られた。1892年1月16日、ハイルブロンにラウフェン発電所からの電力網が敷設され、この都市は世界で初めて遠距離送電網が設けられた都市となった。
20世紀初めには、ハイルブロンは南ドイツでも重要な商品の集散地であり、工業都市となった。多くの労働者が住民となった。多くの労働組合やスポーツクラブが組織され、報道の自由が認められた。この都市は「赤い要塞」と呼ばれたが、1918年から1919年のドイツ革命の際には大きな騒乱は起こらなかった。

### 国家社会主義の時代
1923年に創設されたNSDAPの地方グループは1933年までは小さなグループで重要なものではなかったが、それ以後は指導者リヒャルト・ドラウツの下で、地域内のクラブや報道に対して統制を決然と強めていった。
1935年、ハイルブロン – マンハイム間に大型船舶の航路が開かれ、ハイルブロンの運河港が開港した。この港は現在でもネッカー川の重要な積み下ろし港で、ドイツの10大内陸港の一つに数えられる。1936年にはシュトゥットガルトへのアウトバーンが完成した。
行政改革の時代、1938年10月1日にハイルブロンは新しく設けられたハイルブロン郡の郡庁所在地となった。同時にハイルブロン自身は郡独立市とされ、それまで独立した自治体であったゾントハイムとネッカーガルタハを合併した。ベッキンゲン市は、それ以前の1933年にすでに合併されていた。こうして人口72,000人となったハイルブロンは、シュトゥットガルトに次いで、ヴュルテンベルク第2の都市となったのであった。

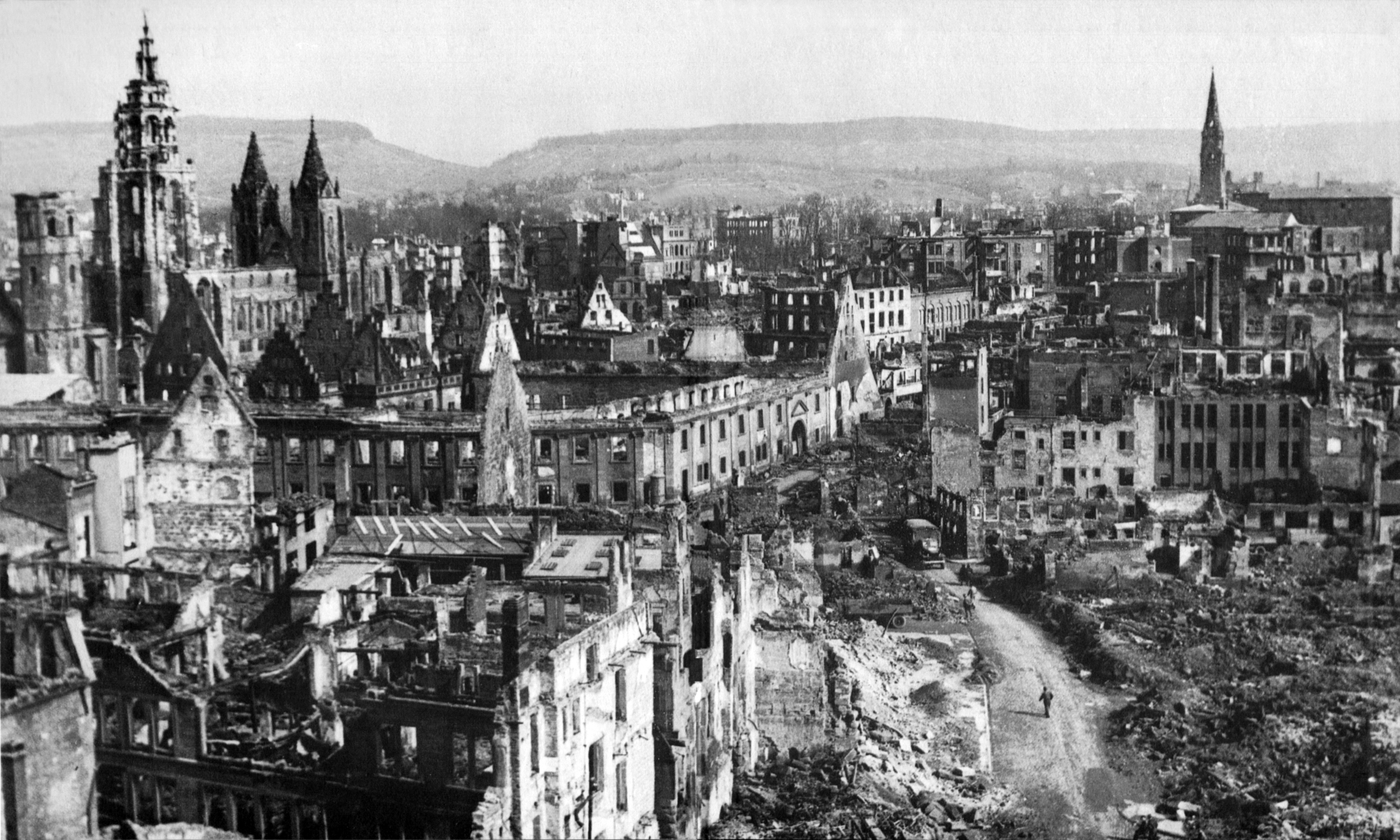
破壊されたハイルブロン（1945年）

1938年11月10日、ハイルブロンのシナゴーグが放火により焼失した。1939年の間に古い伝統を持つハイルブロンのユダヤ人コミュニティは、事実上壊滅した。第二次世界大戦では、1940年12月以降、この街は何度も空爆の目標となった。この街の終末は、1944年12月4日のハイルブロン空襲であった。この空襲によって旧市街は完全に破壊され、6,500人以上の命が奪われた。1945年4月12日にアメリカ軍がこの街を占領した際、人口は46,350人にまで減少していた。

### 現代
1945年の大戦終了後、ハイルブロンはアメリカ占領地域に含まれた。途方もない努力の結果、完全に破壊された街はわずか数年で再建された。1951年から米軍はハイルブロンの近代化に着手した。
ハイルブロンからマンハイムまでのアウトバーンA6号線は、壮大なネッカータール橋梁建設などを含めて拡張がなされ、経済都市ハイルブロンにとって新たに重要なアクセントとなった。ヴュルツブルクへのA81号線は1974年に、ニュルンベルクへのA6号線は1979年に開通した。新しい幹線道路沿いに新たに造成された工業・産業地域には、多くの大企業が拠点を構え、現在の経済基盤が形成された。
1970年のクリンゲンベルクの合併により、ハイルブロンの人口は10万人を超え、これにより大規模都市となった。1972年と1974年には、キルヒハウゼン、ビーベラハ、フランケンバッハおよびホルクハイムが合併した。1973年のバーデン＝ヴュルテンベルク州の郡域再編では、ハイルブロンは郡独立市の地位を保ち、拡大したハイルブロン郡および後にはハイルブロン＝フランケン地域連合の郡庁・本部所在地となった。
1970年代には、歴史的なメインストリートであるフライナー通りとジュルマー通りを歩行者専用道とし、周辺区域の自動車通行量を減らすといった旧市街地の改造がなされた。インネンシュタットの幹線道路となったアレー通りには地下道や、1974年に完成したヴォルハウスツェントルムや1982年に開館したテアター・ハイルブロンなどの近代建築が築かれた。
1980年からアメリカ軍は、ハイルブロンのヴァルトハイデに準中距離弾道ミサイルパーシングIIを配備した。この施設は1985年にロケット事故を起こし、一般の関心を引いた。INF条約締結後、1987年にロケットが、1992年に米軍の最後の部隊が撤退した。これ以後、ハイルブロンは非武装都市となった。
1998年からカールスルーエ市電がこの街に乗り入れ、ハイルブロンの中心街の一部では2005年から再び大きな工事が行われた。現在もこの街では大規模な都市再開発が進行中で、ネッカー川に2つの橋が建設され、連邦地方振興政策に基づいて北と南に新しい市街地が造られ、中心街に新しい2つの大型ショッピングセンターが建設されている。
2005年と2006年に、ハイルブロンはドイツ初のユニセフ子供都市になった。2007年の初夏に起こった警察官殺害事件とその後の捜査は、「ハイルブロンの怪人」事件として知られるが、2009年になって捜査に使われた綿棒のDNA汚染によるものであることが明らかになった。また、この都市は2019年の連邦園芸博覧会の開催地になっている。

### 宗教

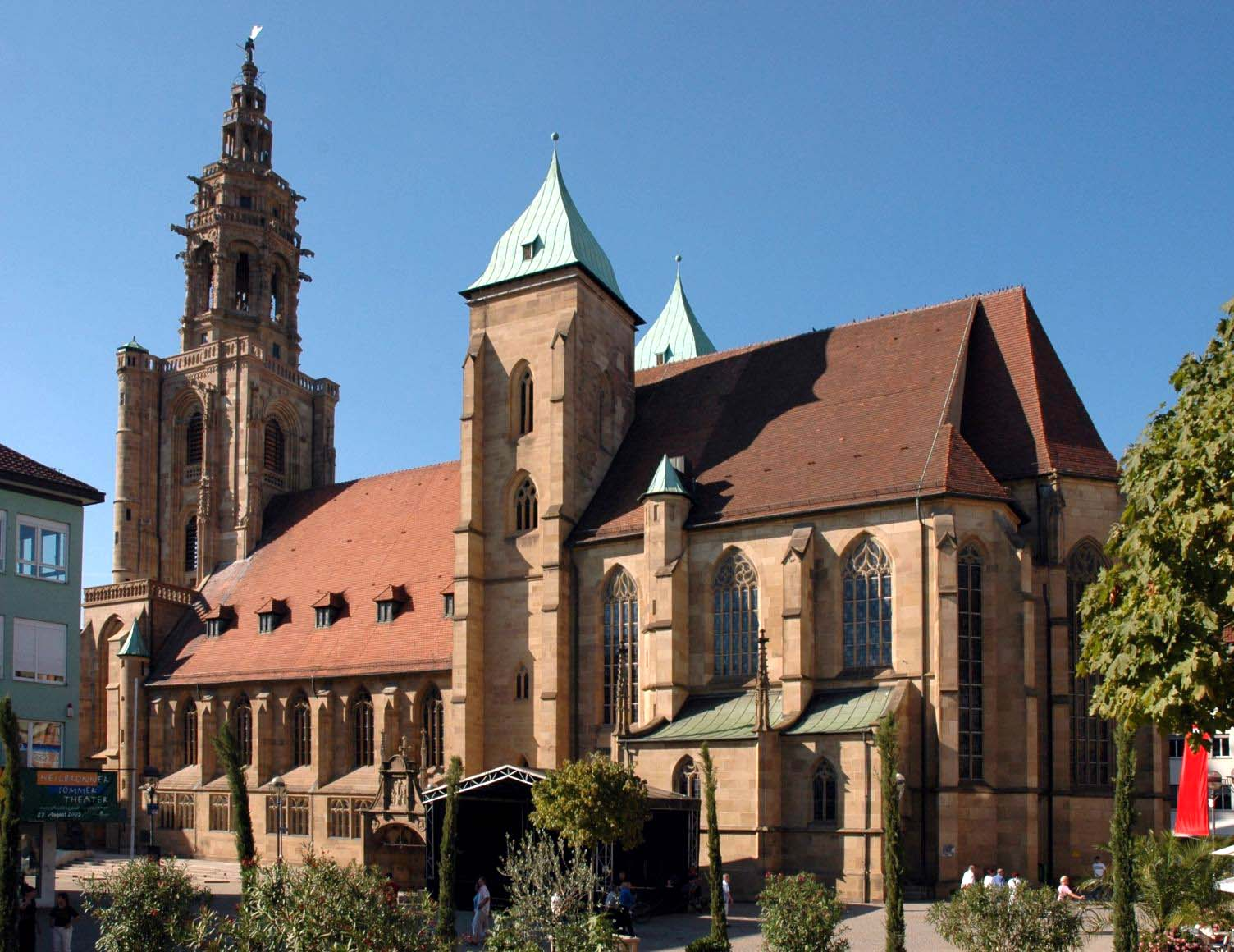
キリアン教会

#### プロテスタント
ハイルブロンは、1528年にヨハン・ラハマンによって宗教改革がなされて以降、キリアン教会を中心に福音主義信仰が広まった都市である。議会も市民もルター派のアウクスブルク信仰告白を受容した。ハイルブロンでは、カトリックは敬遠され、ユダヤ教は禁じられ、福音主義信仰ルター派が定着した。現在、ヴュルテンベルク福音主義州教会に属するルター派信徒は住民の約38%と多数派を占めている（カトリック信者は24%）。

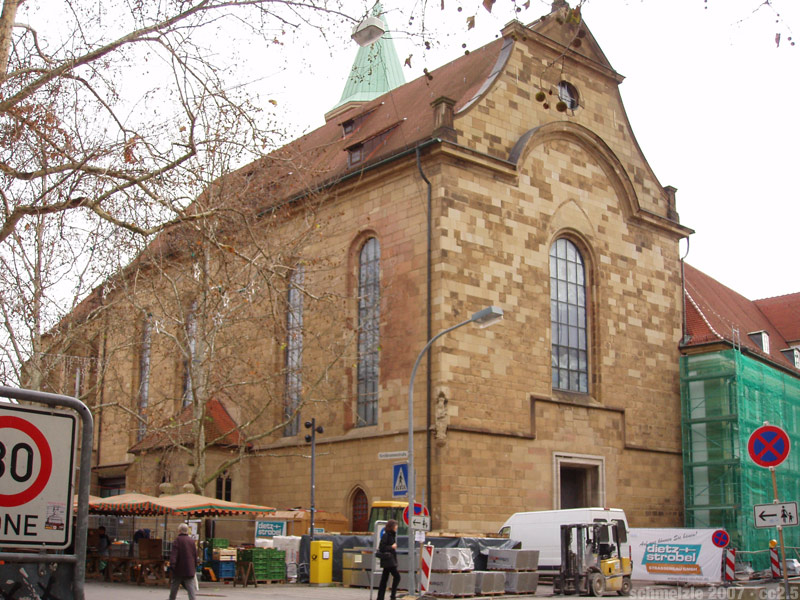
ドイツ騎士団聖堂

#### カトリック
ハイルブロンのカトリック信者は、ドイツ騎士団が建設したドイツ騎士団聖堂をその拠り所とした。この聖堂は、当時の市区を含めても少数派であったこの街のカトリック信者のための教会であった。これに対し、ビーベラハ区、キルヒハウゼン区、ゾントハイム区ではカトリック信者が多く住んでいた。彼らは、昔ドイツ騎士団に寄進し、宗教改革の時代にもカトリックの信仰を守った人々であった。現在、カトリック教会はロッテンブルク＝シュトゥットガルト司教区ハイルブロン司祭区に属す。

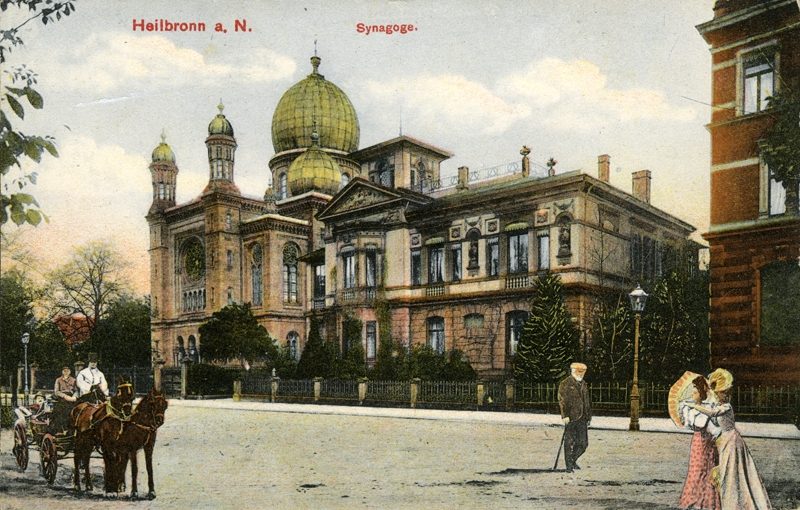
ハイルブロンにあったシナゴーグ（1900年）

#### ユダヤ教
ユダヤ人は1050年からハイルブロンにいた。しかし1438年から19世紀初めまで定住禁止令が発令された。1860年代になってユダヤ人は他の市民とともに暮らせるようになった。1877年に、ハイデルベルクのシナゴーグが完成した。しかしこの建物は、1938年のユダヤ人排斥運動で破壊された。国家社会主義体制の下、ユダヤ人コミュニティは1939年までに事実上壊滅した。1980年代にはハイルブロンのユダヤ教信者はわずかに6家族だけであった。その後、特に東欧からの移民により、ユダヤ人の人口は150人を超えるほどになった。2006年には新しいハイルブロン・ユダヤセンターが完成した。ハイルブロンのユダヤ人コミュニティは、シュトゥットガルトに本部を置くイスラエル信仰団の支部組織となっている。

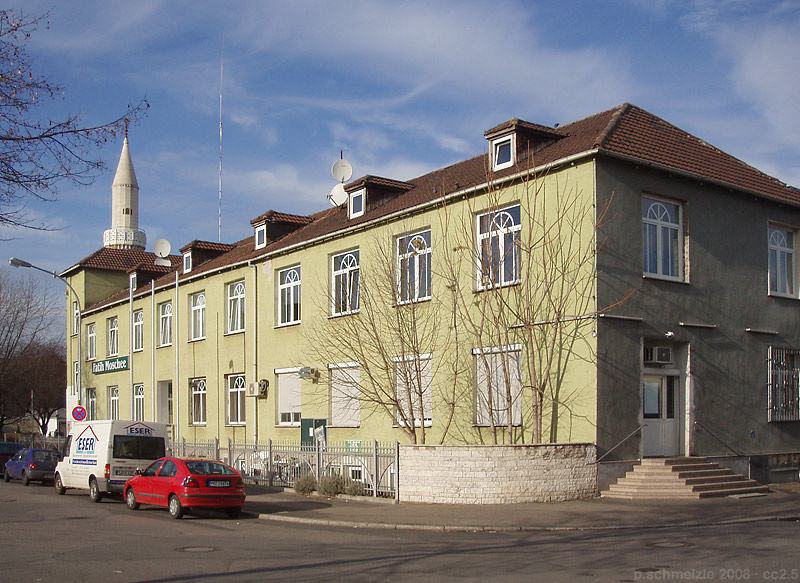
ハイルブロンのファイト・モスク

#### イスラム教
ハイルブロン市およびハイルブロン郡には1960年以後多くの移民（ゲスト労働者と呼ばれる）が定住した。届け出された外国人移住者の数は、1961年の約2,500人から1974年には13,700人（全人口の12%）にまで増加した。これらの人々のうちイスラム教徒のために、初めは暫定的な小さな部屋であったが、イスラム教の礼拝場が設けられた。ハイルブロン市およびハイルブロン郡には次第に多くのモスクが設けられた。市域には、たとえばゴッペルト通り、ハンス＝ゼイファー通り、ザルツ通り、ヴァインスベルガー通り、エッケ・アレー、ベッキンガー通りにモスクがある。
イスラム教徒の数はハイルブロン郡全体で1万人を超える。イスラム人の多くはDITIB（宗務庁トルコ・イスラム連合）がハイルブロン定住に関わったトルコ系の人々である。他にはボスニア、アラブ、ドイツ出身者もいる。

#### その他
- 福音派自由教会
- バプテスト教会
- 末日聖徒イエス・キリスト教会
- エホバの証人
- 新使徒派教会

#### 市町村合併
| 日付          | 旧市町村                     | 面積(ha) |
| ------------- | ---------------------------- | -------- |
| 1933年6月1日  | ベッキンゲン（1919年から市） | 1,135    |
| 1938年10月1日 | ネッカーガルタハ             | 1,125    |
| 1938年10月1日 | ゾントハイム                 | 740      |
| 1970年1月1日  | クリンゲンベルク             | 272      |
| 1972年7月1日  | キルヒハウゼン               | 1,147    |
| 1974年1月1日  | ビーベラハ                   | 1,058    |
| 1974年4月1日  | フランケンバッハ             | 889      |
| 1974年4月1日  | ホルクハイム                 | 486      |

### 人口推移
15世紀、市壁内には約4,000人が住んでいた。1840年には11,300人、1890年には30,000人の人口があった。1933年6月1日までにベッキンゲン市（1925年の時点で11,593人）の合併もあって人口は倍増し、6万人に達した。第二次世界大戦による街の破壊でハイルブロンの人口は、1939年の77,000人から1945年の47,000人と、約40%減少した。
1956年には人口は戦前のレベルに回復した。1970年1月1日には、クリンゲンベルクの合併もあり、10万人を超え、大規模都市となった。バーデン＝ヴュルテンベルク州統計局の推計値によれば、2005年末の人口は121,416人であった。23,000人の外国人のうち8,500人がトルコ人で最大の民族グループである。
以下の表は、各時点での市域内の人口を示している。1833年までは推定概算値であり、その後は国勢調査あるいは各時点での統計局もしくは市当局が発表した推計値に基づいている。

ハイルブロンの人口推移

## 行政

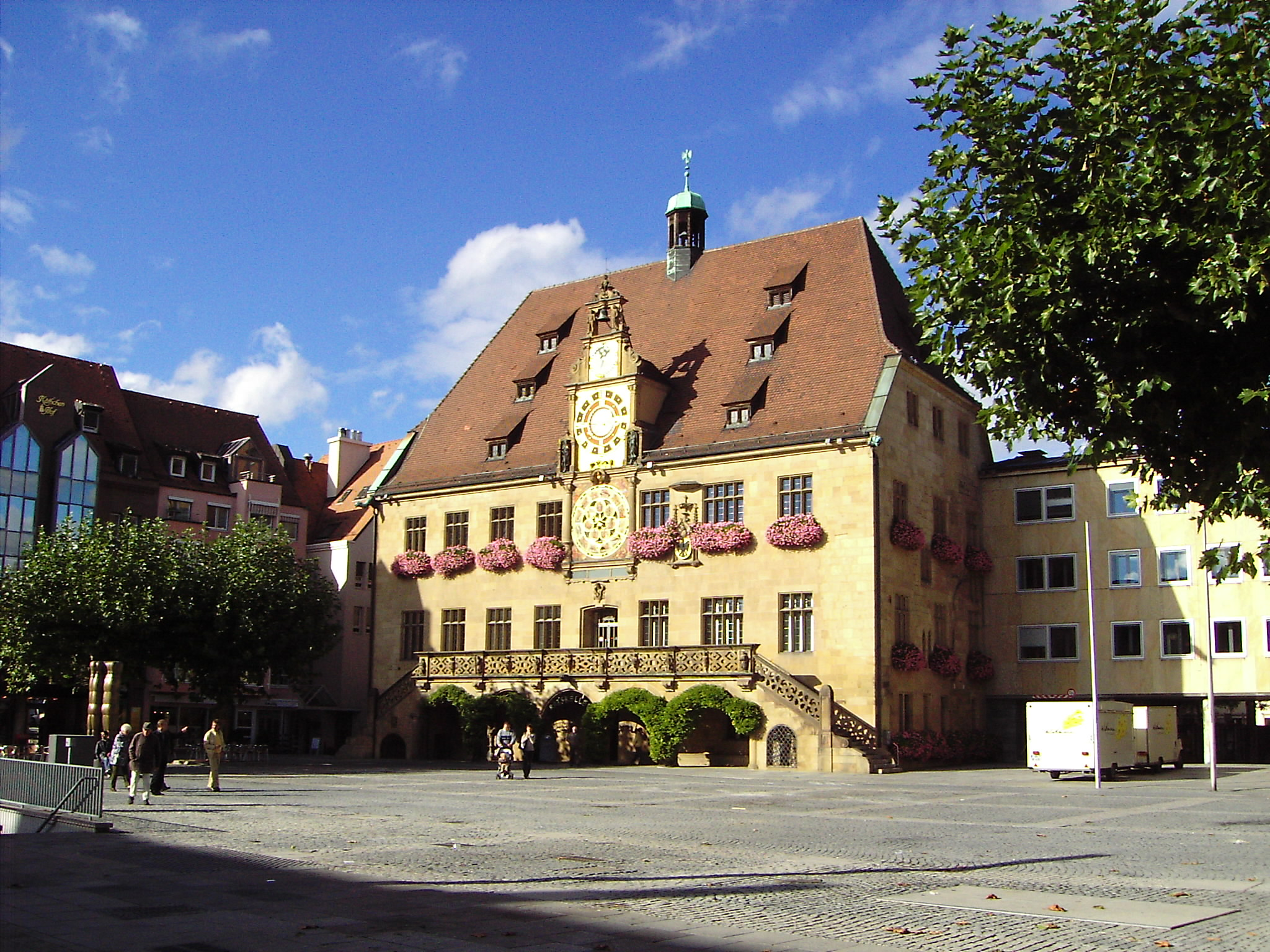
ハイルブロン市庁舎

### 市議会
| 政党、選挙グループ | 得票率（前回との差） | 得票率（前回との差） | 議席数（前回との差） | 議席数（前回との差） |
| ------------------ | -------------------- | -------------------- | -------------------- | -------------------- |
| CDU                | 22.4 %               | -8.3 %               | 9                    | -3                   |
| GRÜNE              | 20.3 %               | +7.7 %               | 8                    | +3                   |
| SPD                | 18.7 %               | -8.3 %               | 8                    | -3                   |
| FWV                | 10.0 %               | +2.4 %               | 4                    | +1                   |
| FDP/DVP            | 9.9 %                | +0.9 %               | 4                    | ±0                   |
| AfD                | 9.7 %                | +5.6 %               | 4                    | +2                   |
| DIE LINKE          | 5.3 %                | +2.2 %               | 2                    | +1                   |
| Pro Heilbronn      | 2.7 %                | -1.0 %               | 1                    | ±0                   |
| BIG                | 1.1 %                | +1.1 %               | 0                    | ±0                   |
| 投票率             | 48.7 % (+9.5 %)      | 48.7 % (+9.5 %)      | 48.7 % (+9.5 %)      | 48.7 % (+9.5 %)      |

### 首長
ハイルブロンの上級市長は任期8年で、ハイルブロン市民による選挙で選出される。現職のヘルムート・ヒンメルスバッハは2007年6月17日に再選されており、68歳になる2014年まで7年間、在職することができる。
戦後の市長、上級市長は以下の通り。
- 1945年 – 1946年: エミール・ボイティンガー
- 1946年 – 1948年: パウル・メッツ (SPD)
- 1948年 – 1967年: パウル・メイレ (DVP)
- 1967年 – 1983年: ハンス・ホフマン (SPD)
- 1983年 – 1999年: マンフレート・ヴァインマン (CSU)
- 1999年 - 2014年: ヘルムート・ヒンメルスバッハ（無所属）
- 2014年 - : ハリー・マーゲル (SPD)

### 紋章と旗
図柄: 金地に、赤い爪、赤い舌を出した黒い帝国鷲、上から赤、銀、青で塗り分けられた胸当てを着けている。市の旗は、赤-白-青である。
ハイルブロンが帝国直轄地であることを象徴する帝国鷲は、1265年から市の印章に用いられている。市内に掲げられた彩色された紋章はつねに金地に描かれているが（最もはっきり分かるのは、たとえばキリアン教会の1487年製ステンドグラス）、1462年の帝国都市の主要旗印や、1605年のジープマッヒャーの紋章台帳、18世紀の紋章台帳には、銀地で描かれている。
- ハイルブロン市の紋章
- キリアン教会の説教壇に掲げられた15世紀末の市の紋章
- キリアン教会の1487年作製のステンドグラスに見られる市の紋章

帝国や他の都市の紋章との区別は1556年から紋章に書き込まれた、18世紀から印章にも胸当てを着けた鷲が用いられるようになった。胸当ての色の由来は、現在でははっきりとしない。1556年、1581年、1681年の紋章では、青-銀-赤の順で描かれているが、現存する他の紋章では赤-銀-青の順である。また、赤-白-青の市の旗が初めて現れるのは1560年である。17世紀や18世紀のかなりの数の印章に、市の名前を表す大文字のHBが胸当てに書き込まれている。

### 姉妹都市
- ベジエ（フランス、エロー県）1965年
- ニース・ポート・タルボット（イギリス）1966年
- ゾロトゥルン（スイス、ゾロトゥルン州）1981年
- ストックポート（イギリス）1982年
- フランクフルト (オーダー)（ドイツ、ブランデンブルク州）1988年
- スウビツェ（ポーランド、ルブシュ県）1998年

## 文化と見所

### 建築

#### 教会

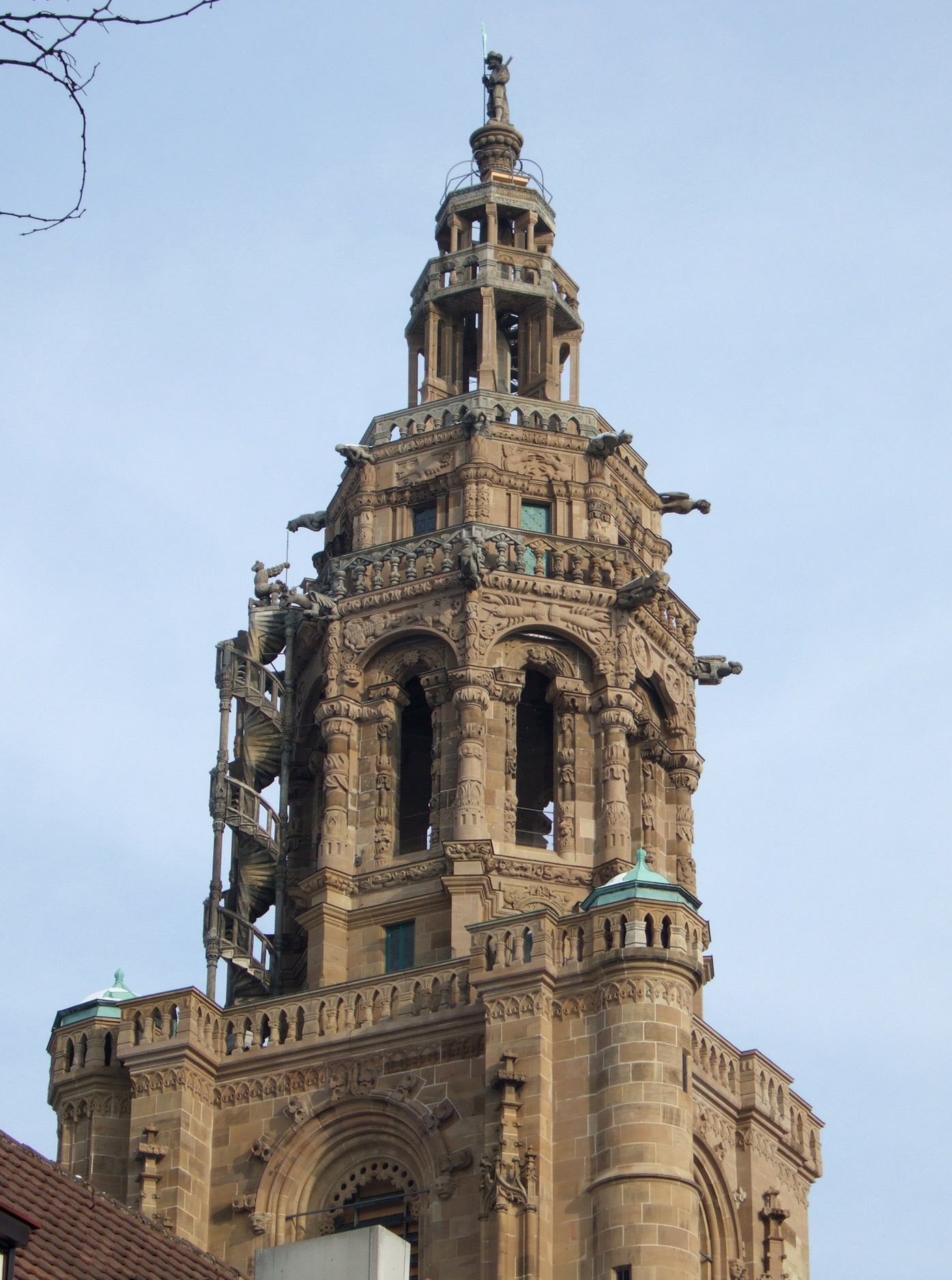
キリアン教会の西の塔

ハイルブロンで最もよく知られた教会建築は、プロテスタントのキリアン教会である。1529年に完成した西塔は、アルプスの北側で最も重要なルネサンス建築と讃えられている。ハンス・ゼイファー作の彫刻によるマリア祭壇も15世紀に作製された重要な保護文化財である。カトリックのドイツ騎士団聖堂とプロテスタントのニコライ教会もやはり中世からある建物である。その他この都市には、ヴィヒェルン教会（プロテスタント）、アウ教会（ギリシア正教）、マルティン・ルター教会（プロテスタント）、十字架教会（プロテスタント）、キリスト教会（プロテスタント）、ヴァルトベルク教会（プロテスタント）、モール・エフレム教会（シリア正教）、アウグスティヌス教会（カトリック）など多くの教会がある。
ヴュルテンベルク・イスラム信仰団 (IRGW) の支部がハイルブロン・ユダヤセンターにある。
ハイルブロンの墓地では、1905年建造の古い火葬場がある中央墓地、ハイルブロン空襲の犠牲者が葬られている名誉墓地、歴史的な墓石や記念碑が多くある旧墓地、1867年に設けられたユダヤ人墓地が歴史的に重要である。
- キリアン教会のマリア祭壇
- ドイツ騎士団聖堂
- ニコライ教会
- 1905年建造の火葬場

#### 中心街の歴史的建造物

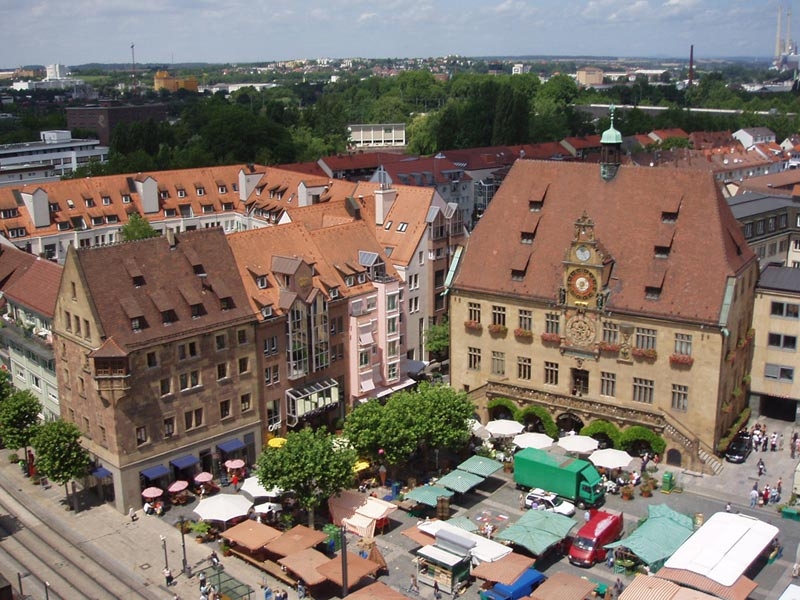
ハイルブロンのマルクト広場

マルクト広場沿いには、キリアン教会の他に16世紀に遡るハイルブロン市庁舎がある。市庁舎には、装飾性の高いルネサンス時計が掲げられ、中庭には戦没者記念館が設けられている。マルクト広場沿いにはさらに、特徴的な出窓を持つケートヒェンハウス、バロック風のオフィスビルであるツェーンダー邸、14世紀にまで遡るジッヒェラーシェ薬局がある。マルクト広場から遠くないドイツ騎士団聖堂脇に建つドイチュホーフは、中世にドイツ騎士団が指揮官の館として建設したもので、18世紀にほぼ現在の形となった。現在、市立文書館、市立博物館、考古学博物館がこの建物を利用している。やはり今では博物館として用いられているフライシュハウスは1600年頃建造の建物で、市の食堂として用いられたフライシュハレを有していることからこの名が付けられた（Fleisch=「肉」）。
現在、市内中心部の重要な歴史建築はいずれも、1944年12月4日のハイルブロン空襲で甚大な損傷を被り、または破壊され、終戦後に再建したものである。
- 市庁舎の天文時計
- ケートヒェンハウス
- ツェーンダー邸
- ドイチュホーフ全景
- フライシュハウス

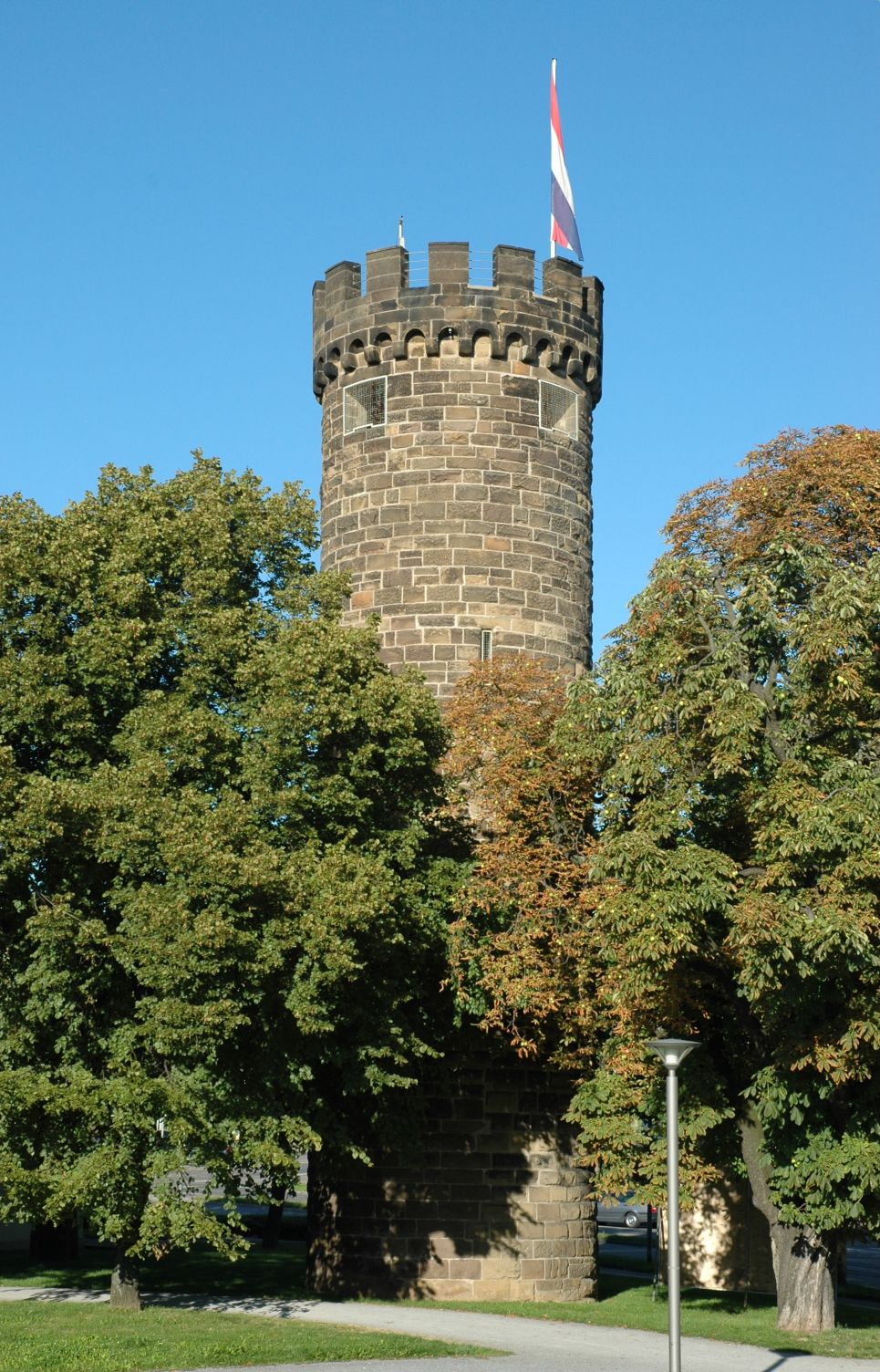
ボルヴェルク塔

ボルヴェルク塔とネッカー川沿いのゲッツ塔は中世の都市防衛施設の遺構である。ジュルマー通りのハーフェンマルクト塔は、かつてのハイルブロン・フランチェスコ会修道院の修道院教会の塔であり、1688年に修道院が破壊された後、塔だけが再建されたものである。見るべき塔はこの他に12世紀に都市の高台側を監視するためにヴァルトベルクに造られた見張り塔がある。シュヴァインスベルクの展望塔は、1886年に歴史的な外観で建てられた。
- ゲッツ塔
- ハーフェンマルクト塔
- ヴァルトベルク塔
- シュヴァインスベルク塔

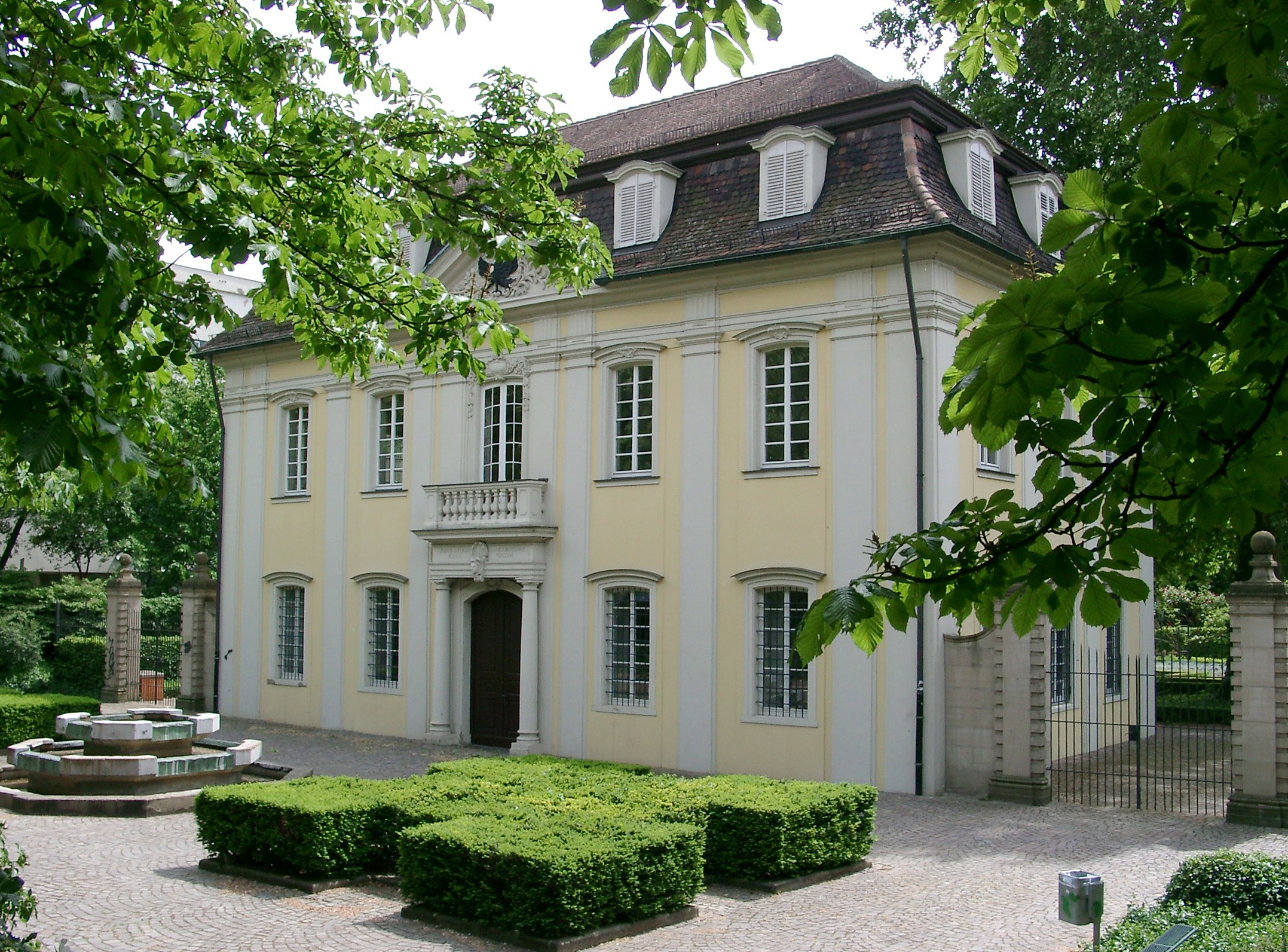
シースハウス

ネッカー川西岸のバーンホーフスフォアシュタットにあるシースハウス（射撃クラブのクラブハウス）はハイルブロン馬市の開催場として建てられたロココ様式の建物で、1848年建造の旧ハイルブロン駅、旧第二郵便局とともに18世紀から19世紀の経済的繁栄を示す重要な遺構である。ゲネラール・ヴェーファー塔は、第二次世界大戦当時のトーチカである。
16世紀に建てられたセシリアの泉小屋はこの街の重要な水供給所であった。ハイルブロンの東に建つ小さな水城であるトラッペンゼーの小城は同じ頃の建物である。また、ケプファータールの入り口に立つケプファーの泉小屋は19世紀後半に現在の姿となった。
- 旧駅舎
- 旧第二郵便局
- ゲネラール・ヴェーファー塔
- トラッペンゼーの小城

#### 泉と記念碑

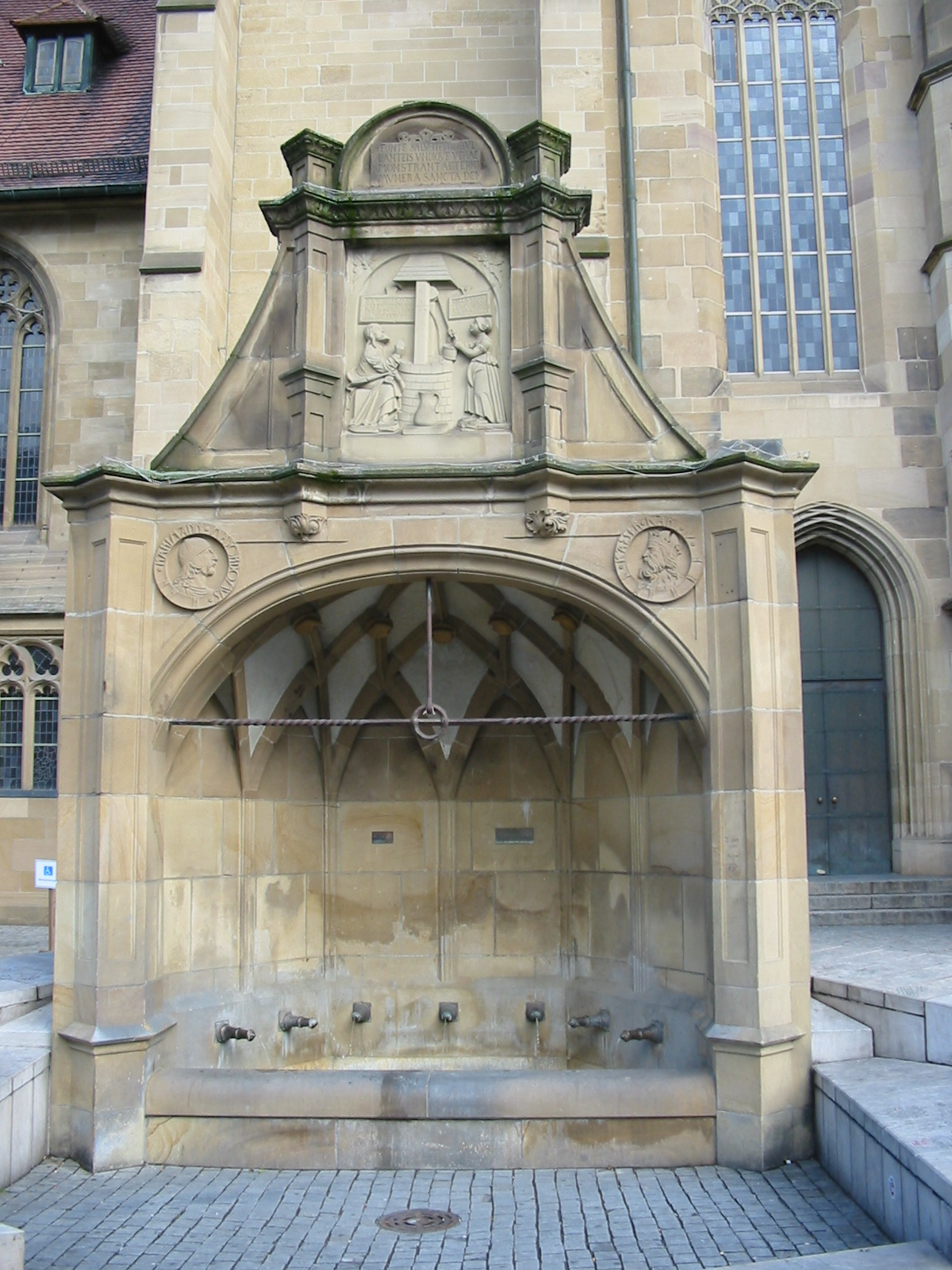
ジーベンレーレンブルンネン

ハイルブロンには歴史的な泉や記念碑が数多く建てられている。1960年頃には50以上の泉が市内にあった。キリアン教会横にある1541年建造のジーベンレーレンブルンネン（7つの筒の泉）は、おそらくこの街の名前の由来となったと推測される古い泉で、何度も造り直されている。1593年に造られ、第二次大戦後に近代的に新築されたハーフェンマルクトブルンネン（港の市場の泉）や1601年に造られたフライナートーアブルンネン（フライナー門の泉）は、市内中心部にある歴史的な泉である。ハイルブロンの水供給に関して重要なのは、16世紀に造られたインネンシュタットの東側にあるセシリアの泉小屋である。ケプファー渓谷にあるケプファーの泉関連施設は、19世紀からレクリエーション施設として用いられている。近代的な泉で重要なのは、市立劇場横のテアターブルンネン（1983年）、キリアン広場のコメディアンテンブルンネン（1996年）である。
- フライナー門の泉
- ケプファーの庵
- テアターブルンネン
- コメディアンテンブルンネン

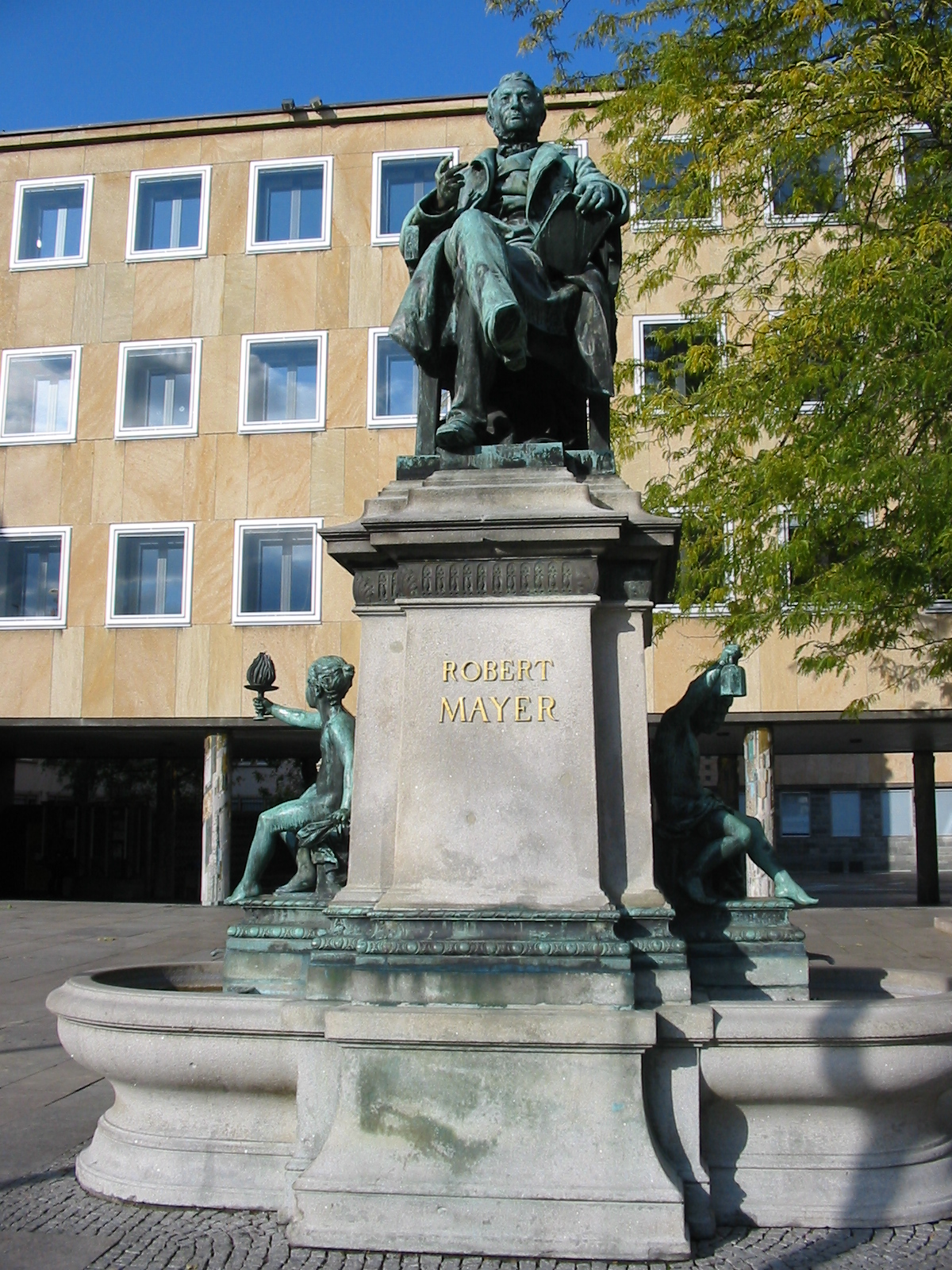
ロベルト・マイアー記念碑

ハイルブロンの中心街にある記念碑で印象的なものは、マルクト広場のロベルト・マイアー記念碑とアレー沿いにあるシナゴーグ記念碑である。ハーフェンマルクト塔の中や周囲には多くの戦争記念碑や難民記念碑が建てられている。市内にあるこの他の記念碑には、たとえば、旧シュタインボック強制収容所記念碑、安楽死政策の犠牲者追悼碑、1985年にヴァルトハイデで起こったロケット事故の犠牲者の追悼碑などがある。
- シナゴーグ記念碑
- ハーフェンマルクト塔内の戦争記念碑
- ビスマルク塔

#### 邸宅

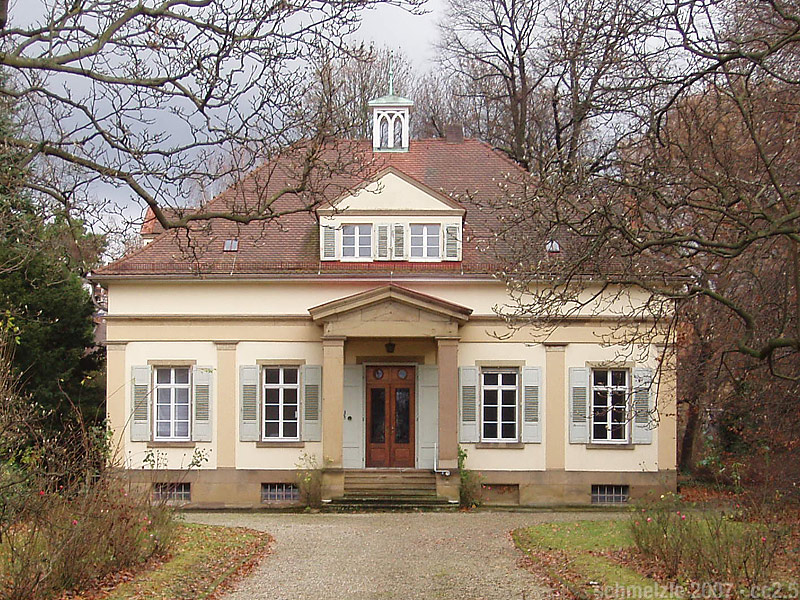
ラウフ邸

ハイルブロンの住宅地は、中心街とは対照的に第二次世界大戦の被害をほとんど受けなかった。そのため、ハイルブロンの文化財保護の重点は、そこに建つ様々な時代様式を代表する市民家屋建築に注がれている。ハイルブロンの邸宅で最も古いのはヴォルハウス広場近くの古典主義様式で造られたラウフ邸とローゼンベルクのゲッツ塔近くに建つメルツ邸で、ともに1811年の建造である。1840年以降ヴィルヘルム通りやセシリーン通り周辺に古典主義様式ヴィルヘルムスバウ（1845年）、ファイスト邸（1875年）、リンク邸（1871年）はじめ、多くの豪華な建築物が建てられた。ディトマール通りやアレクサンダー通りといった住宅地の東部には、ユーゲントシュティール様式を取り入れたシュリツ邸（1901年）、歴史主義様式ハーゲンメイヤー邸（1899年）、新即物主義様式のピーレンツ邸（1905年）をはじめとする数多くの邸宅が19世紀後半から20世紀前半にかけて建てられた。
- メルツ邸
- ヴィルヘルムスバウ
- ファイスト邸
- リンク邸
- シュリッツ邸
- ハーゲンメイヤー邸
- ピーレンツ邸

### 文化

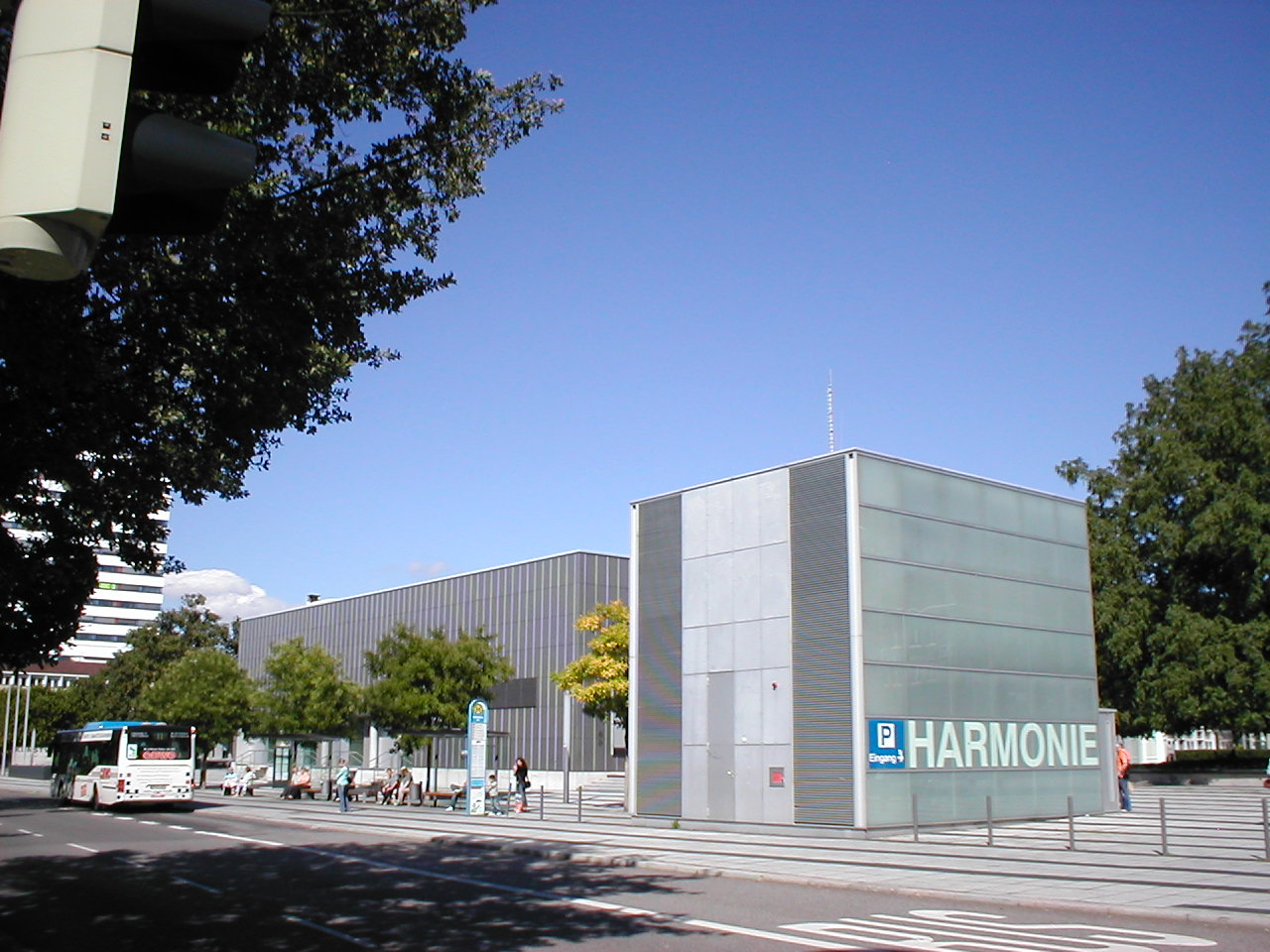
コンサート・コングレスセンター・ハーモニー

コンサート・コングレスセンター・ハーモニーはハイルブロンの重要な催事場である。この施設は1999年から2001年に現在の形で建設され、毎年17万人の来館者がある。ハーモニーの翼棟には1879年に創立されたハイルブロン芸術協会があり、1956年以降で約400公演を主催している。
ハイルブロンの重要な催しやプロジェクトは、彫刻に重点を置いており、たとえば芸術協会は、1978年に「塑像の年」、1985年に「彫刻の並木道」さらに1996年に「彫刻都市」といったキャッチフレーズを掲げ、これに関わる催し物が開催された。
地元の画家に重点を置いているドイチュホーフの市立コレクションは、ハインリヒ・フリードリヒ・フューガーやカール・デルといった18世紀から19世紀の、あるいはハインリヒ・アルトヘルやペーター・ヤーコプ・ショーバーといった20世紀の作品が展示されている。また、ヴィルヘルム・レームブルックやヘンリー・ムーアといった国際的な彫刻家の小像も展示されている。
ハイルブロン市立図書館には、テアターフォールムK3の本館と、ベッキンゲンおよびビーベラハの分館を併せて293,000点を超えるメディアを収蔵している。この他、移動図書館も運営されている。

### 演劇

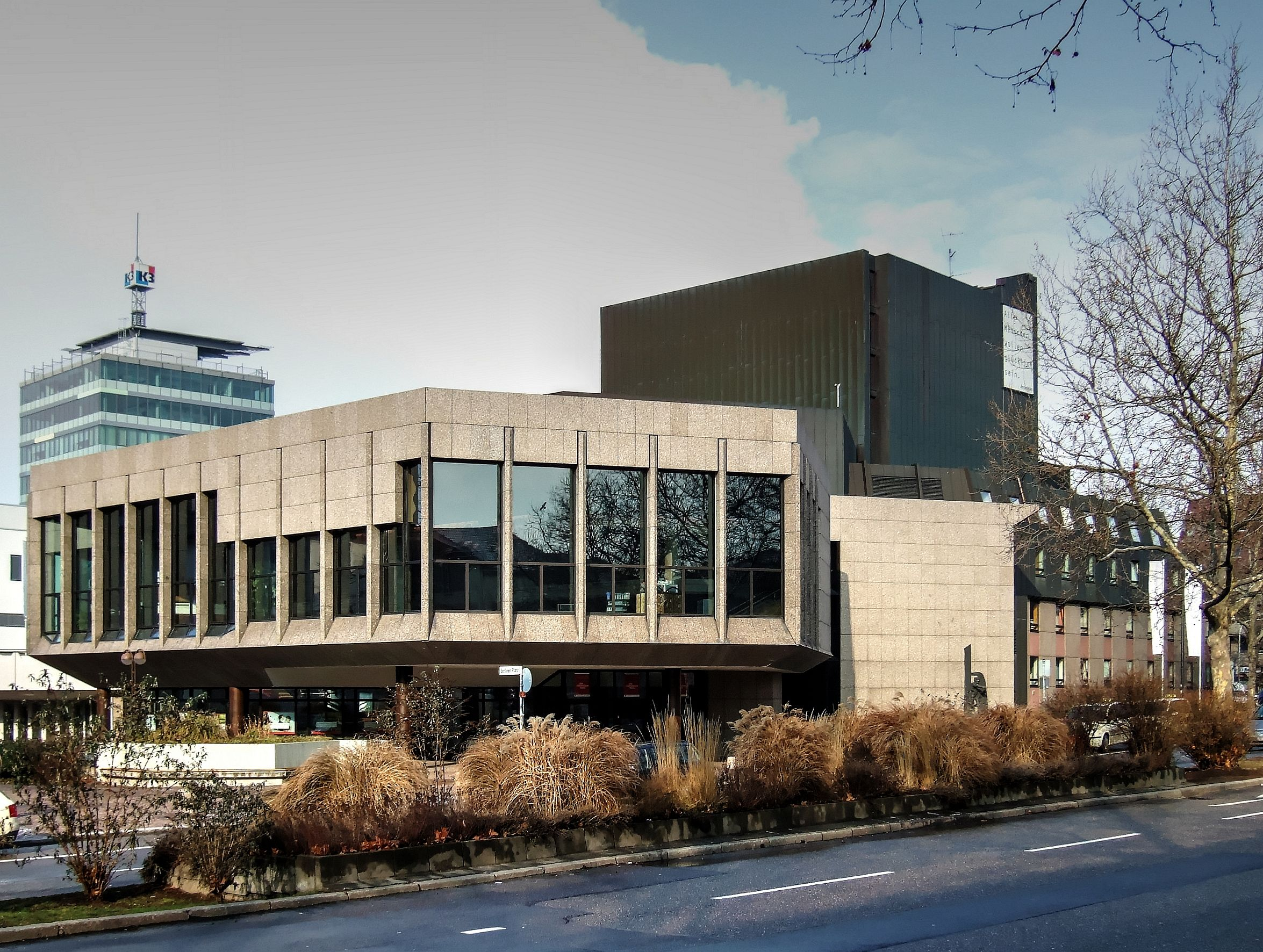
ハイルブロン市立劇場

ベルリナー広場沿いのハイルブロン市立劇場は1979年から1982年に総工費5500万マルクをかけて建設された劇場で、旧ハイルブロン市立劇場の伝統を引き継いでいる。隣接して2001年に完成したテアターフォールムK3のローゲンテアターとともに、演劇、ミュージカル、オペラの公演が開催されている。特にミュージカルの分野では、1989年から2003年までに約20作品がこの劇場で初演された。市立劇場の他、テアターシフ・ハイルブロンでも様々な公演がなされている。

### 博物館

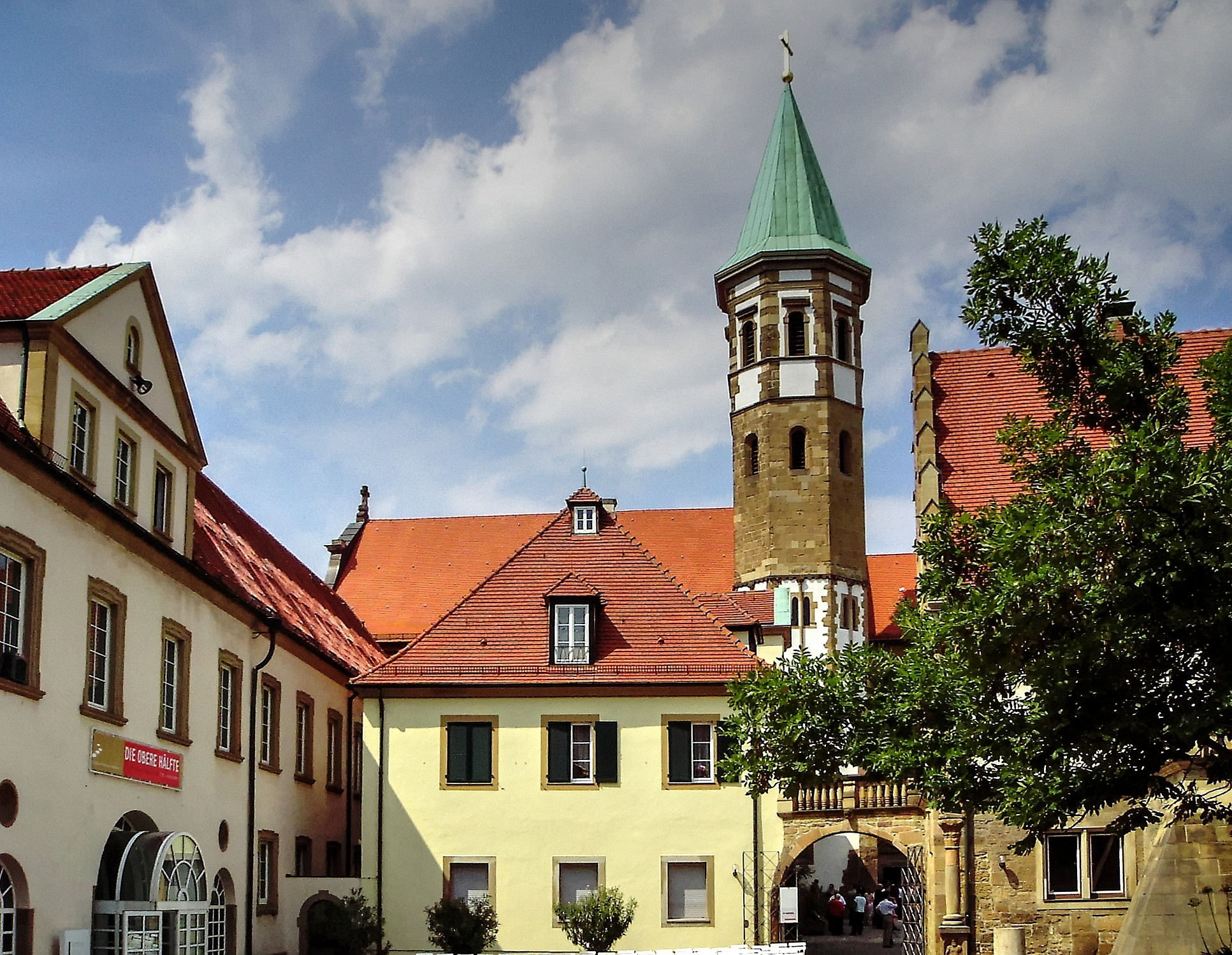
ドイチュホーフの市立博物館

ドイチュホーフには、ハイルブロン市立博物館（この隣に既述の芸術・彫刻コレクションがある）の考古学博物館があり、ハイルブロン地方の前史時代の出土品を展示している。考古学博物館は、アルフレート・シュリッツ（1849年 – 1915年）に創設された伝統を持ち、第二次世界大戦で発掘品コレクションの多くが破壊された。ドイチュホーフでは、この他に市立文書館による市の歴史資料を常設展示が行われている。近くの歴史的建造物フライシュハウスにある自然史博物館では、ハイルブロンやその周辺地域の地質学に関する展示がなされている。特に、トリアス（三畳紀）と命名されたブンテル砂岩、ムシェルカルク、コイパー砂岩の順に三層からなる地層に関するフリードリヒ・フォン・アルベルティの研究が紹介されている。
ゼムプトナー・クライスト文書館は、1990年にハイルブロン市が購入したヘルムート・ゼムプトナーのハインリヒ・フォン・クライストの研究資料に由来する。
ハイルブロンの技術史に関する博物館が、市施設局の運営するネッカーガルタハ歴史産業パークである。この博物館は、かつてヴィドマンシェ製紙工場のポンプ施設であった古い建物を使用している。ネッカーガルタハ区には歴史的な粉挽き場も遺されている。ベッキンゲンの旧鉄道操車場跡には南ドイツ鉄道博物館ハイルブロンが設けられている。

### 音楽
1961年にイェルク・ファーバーが創設したヴュルテンベルク室内管弦楽団ハイルブロンは主にバロックや古典派の音楽を演奏している。

### 年中行事
- 2月: 馬市
- 5月: トロリンガー・マラソン
- 7月: ガッフェンベルク祭
- 7月/8月: ウンターレンダー祭

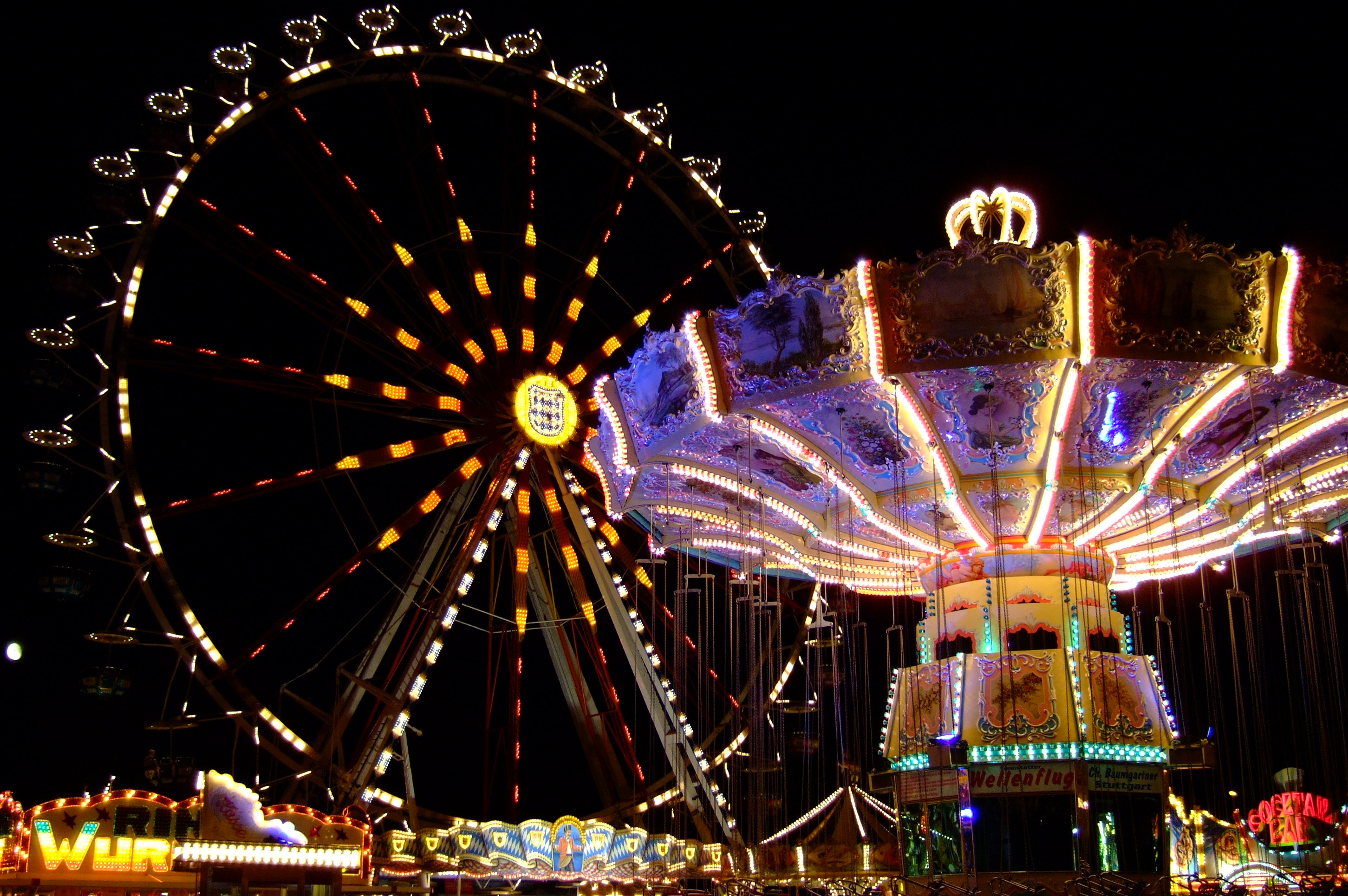
ウンターレンダー祭

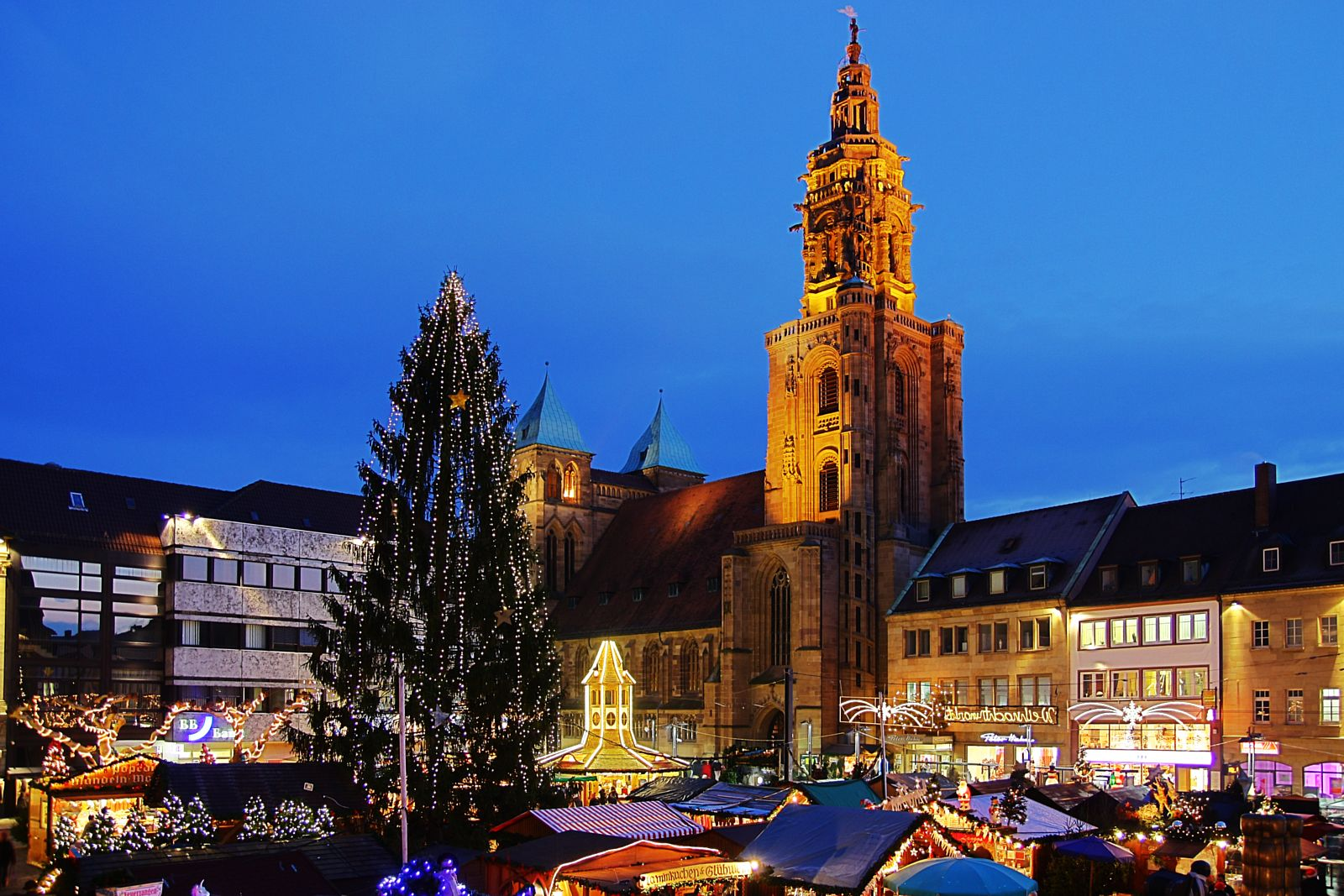
クリスマスマーケット

- 9月: ハイルブロンナー・ヴァインドルフ（ワイン祭り）
- 10月: ハイルブロンのハーフェンマルクト（鍋市）
- 11月/12月: マルクト広場およびキリアン教会周辺でのクリスマス市

### スポーツ
ハイルブロンのスポーツクラブで重要なのは、サッカークラブのFCハイルブロンと男子ホッケーチームのハイルブロンナー・ファルケンを擁するハイルブロン・アイスホッケー・クラブ(HEC)である。
FCハイルブロンは、ハイルブロンナーSpVggに由来するクラブで一時期はVfRハイルブロンと処した時期もある。ホームゲームは約17,000を収容するファルケンシュターディオンで行われる。HECは1934年に創設されたローラースケート・アイススケートクラブ・ハイルブロンが母体で、1970年代にはドイツや国際的な大会で大きな成果を上げた。1976年とその翌年にはヨーロッパ・フィギュア・ローラースケート大会も開催された。ハイルブロンナー・ファルケンは、4,000人収容のラファテク・アレーナをホームとしている。

## 経済と社会資本

### 飲食

#### ブドウ栽培

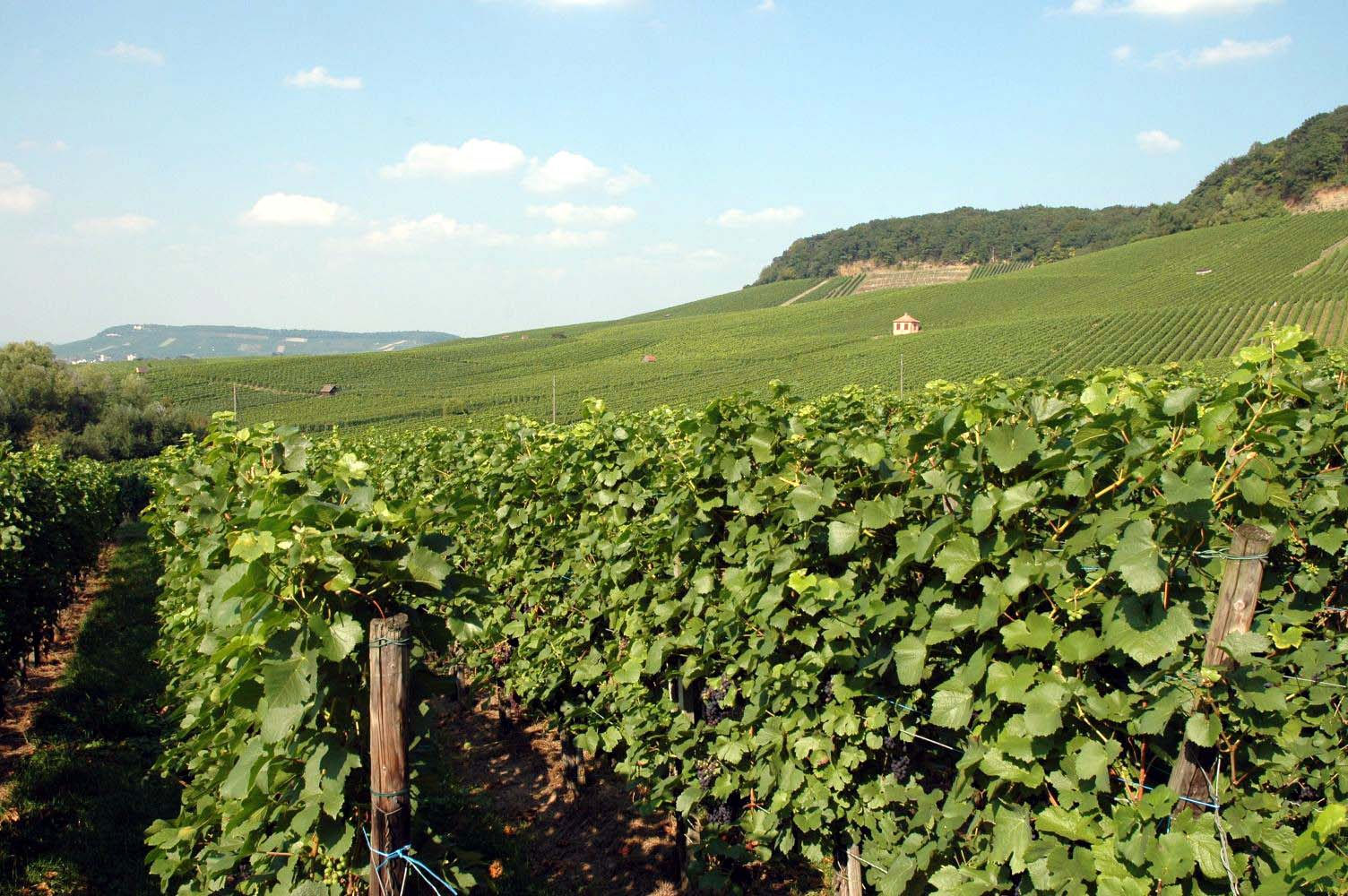
ハイルブロンのブドウ畑

ブドウ栽培はハイルブロンの重要な経済ファクターの一つである。514haの作付け面積は、ブラッケンハイム、ラウフェン・アム・ネッカーに次いでヴュルテンベルク・ブドウ栽培地区で3番目に大きい。主には、トロリンガー種とリースリング種が栽培されているが、特にすばらしいのはケルナー種である。ハイルブロン専門大学にはブドウの経営経済学の講座がある。
ハイルブロンのブドウ栽培は長い伝統がある。1146年にその最初の記録があるが、実際にはローマ時代にはすでに栽培されていたと考えられる。ワイン醸造業者のワインから徴収する税や、ブドウ栽培に関連して取引のある手工業者や商人からの税は市の重要な財源であり、税務署のWeinbüchlein（ワイン小冊子）は市の歴史研究の重要な資料となっている。帝国都市時代には、ブドウ園経営者の年間産出量は、役所の見積もりで厳密に定められていた。1556年の時点で170機の私的なブドウ絞り機が設けられていた。ゲーテは1797年にこの都市のブドウ畑の広さを12,000モルゲン（モルゲンは時代や場所によりその示す広さに差異があるが、1モルゲンおよそ30a程度）と記している。
ハイルブロンのブドウ栽培者らは1888年にWeingärtnergesellschaft Heilbronn（ハイルブロン・ブドウ栽培者組合）を設立した。この組合は、1919年に設立されライバル関係にあったWinzergenossenschaft Heilbronn（ハイルブロン・ワイン業者組合）と1933年に合併した。1972年7月14日にエアレンバッハおよびヴァインスベルクのブドウ栽培業者組合と合併し、Genossenschaftskellerei Heilbronn-Erlenbach-Weinsberg（ハイルブロン＝エアレンバッハ＝ヴァインスベルク・ワイン製造組合）を設立し、1973年以降はハイルブロンとの市境近辺のエアレンバッハ内に本部を置いた。ハイルブロンには多くの私営ワイナリーも本社を置いている。

#### ビール製造
ハイルブロンは、長い間重要なビール醸造の街でもあった。1816年には6つの醸造所がこの街にあった。最も有名で最も長い歴史を持っているブランドは、1865年創業のクルス・ビールであるが、この醸造所は1982年にディンケラッカー・ビールに売却された。現在、ハイルブロンには小規模なハウス・ビールの醸造所があるだけである。一方、ハイルブロンは、南西ドイツの大都市のうち、人口あたりのビアガーデン座席数が最も多い都市であり、バーデン＝ヴュルテンベルク州でのビアガーデン販売戦略上の最重要都市とされている。

### 交通

#### 道路
連邦アウトバーンA81号線（ヴュルツブルク方面とシュトゥットガルト方面を結ぶ）とA6号線（マンハイム方面とニュルンベルク方面を結ぶ）とが交差するヴァインスベルク・ジャンクションがすぐ北側にあるため、ハイルブロンは交通の便がよい都市である。連邦道B27号線（モースバッハ方面とシュトゥットガルトを結ぶ）、B39号線（マインハルトへ）、B293号線（カールスルーエへ）が市内を通っている。オーバーライゼスハイム付近のA6号線から市内を通ってゾントハイムでB27号線に接続するネッカータール通りは重要なバイパス道路である。中心街のメインストリートはアレーである。
ハイルブロンはGrünpfeil（停止信号でも一旦停止後に右折可とする交差点）の先進地である。1996年以降、市内65の交差点でこれが採用されており、旧西ドイツ地域で最も密度の高い都市である。

#### 鉄道

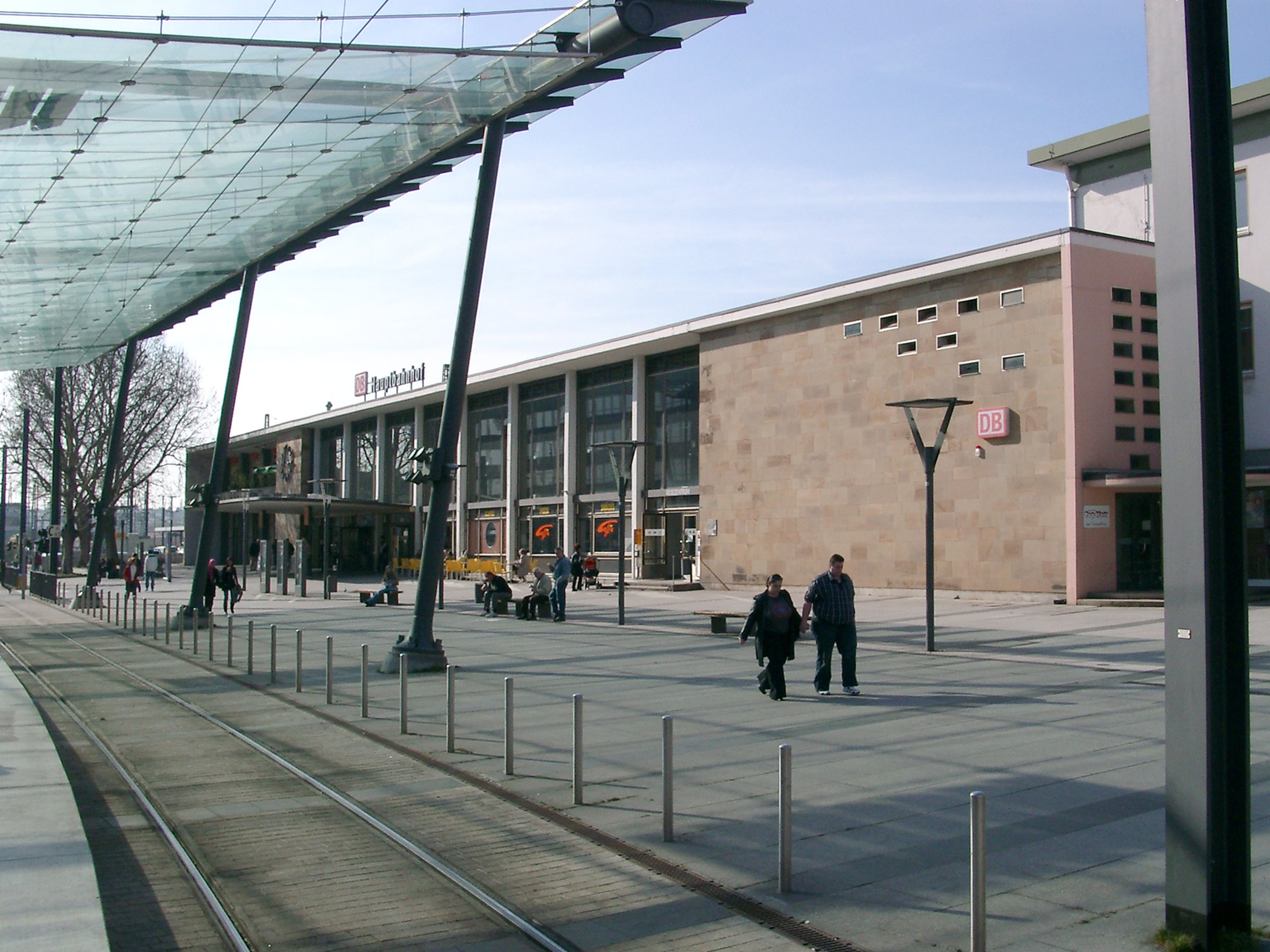
ハイルブロン中央駅

ハイルブロンは、ドイツ鉄道の路線が通っていない大都市としては数少ない街の一つであるが、これ以外の鉄道の分岐駅にはなっている。シュトゥットガルト方面とヴュルツブルク方面と結ぶフランケン鉄道、バート・フリードリヒスハル＝ヤクストフェルトで分岐してハイデルベルクおよびマンハイムへ向かうネッカータール鉄道とエルゼンツタール鉄道、エーリンゲンを経由してシュヴェービッシュ・ハルへ行くホーエンローエ鉄道がそれである。
市内にはハイルブロン中央駅の他に、フランケン鉄道のレギオナルバーンが停車するジュルマートーア駅がある。また、ベッキンゲン区にはハイルブロン貨物駅がある。

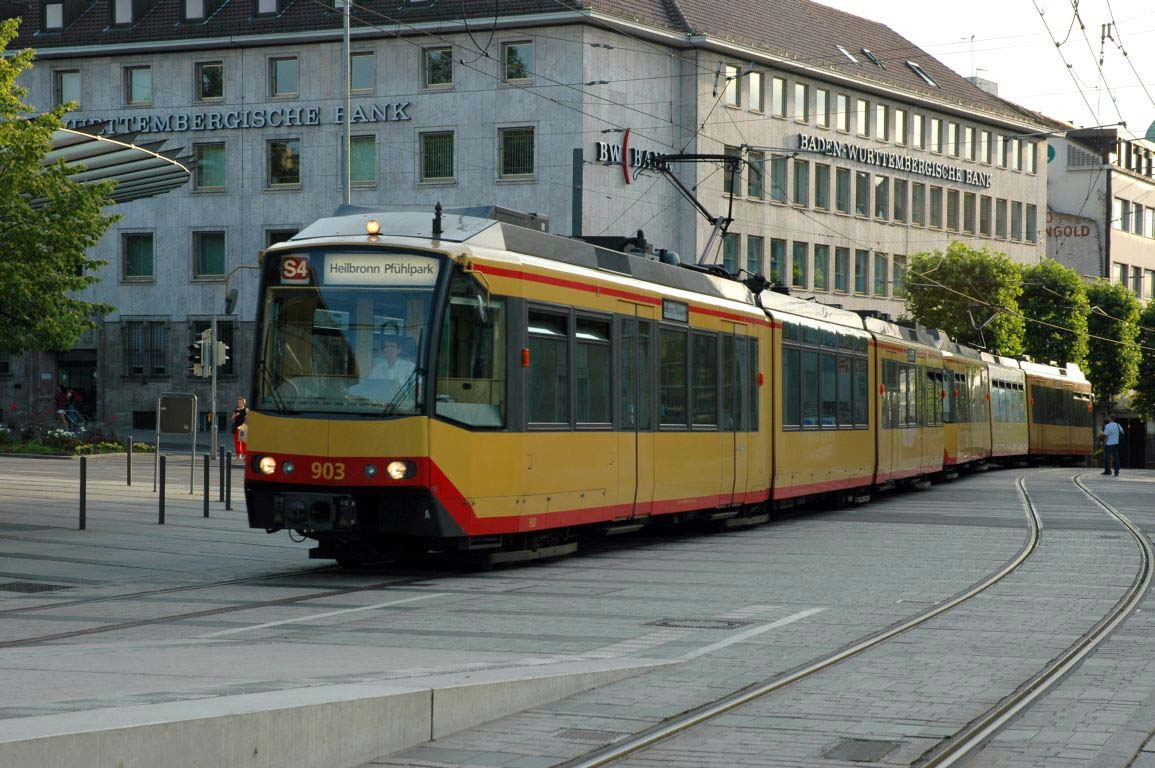
カイザー通りからアレーに入ってくるハイルブロンの市電

アルプタール交通会社が運営するハイルブロン市電は、クライヒガウ鉄道の路線を利用してカールスルーエから乗り入れている。S4路線は、ベッキンゲン、中央駅、ハイルブロンナー・インネンシュタットといった停車場を経由し、ホーエンローエ鉄道の路線を利用してエーリンゲンのカペル地区まで走っている。開業時には、ハイルブロン市内の新路線工事や既存のハイルブロンからエーリンゲンまでの区間の改良及び電化工事が大幅に遅れたため、この路線の開通は何度も延期され、2005年12月10日にやっと開通した。将来的には、ジンスハイム、モースバッハ＝ネッカーエルツ、ツァーバーフェルトへの路線も計画されている。ネッカーズルム方面への新線のため、ハイルブロンの中心街で新しい工事が見込まれている。
ハイルブロンには、この他に現在では使われなくなった駅がある。ハイルブロン南駅はマールバッハ・アム・ネッカー行きの狭軌鉄道ボットヴァルタール鉄道の出発駅であったが、1966年以降、この路線は徐々に運行を停止した。最後に残った貨物駅としての営業も2000年に廃止された。フランケン鉄道のクリンゲンベルク臨時停車場およびベッキンガー駅も廃止された駅である。ホーエンローエ鉄道のカールストーア駅はエーリンゲン方面への市電拡充のために撤去された。

#### 公共旅客交通
市域内の公共旅客交通については、ハイルブロン市交通局やその他の運輸業者が運営するバスが利用できる。この都市は、ハイルブロン・ハーエンローエ・ハル近郊交通に属す。また、上述の通り、カールスルーエ方式の市電網に組み込まれている。1897年から1955年までは市独自の市電網が整備されていた。

#### 船舶

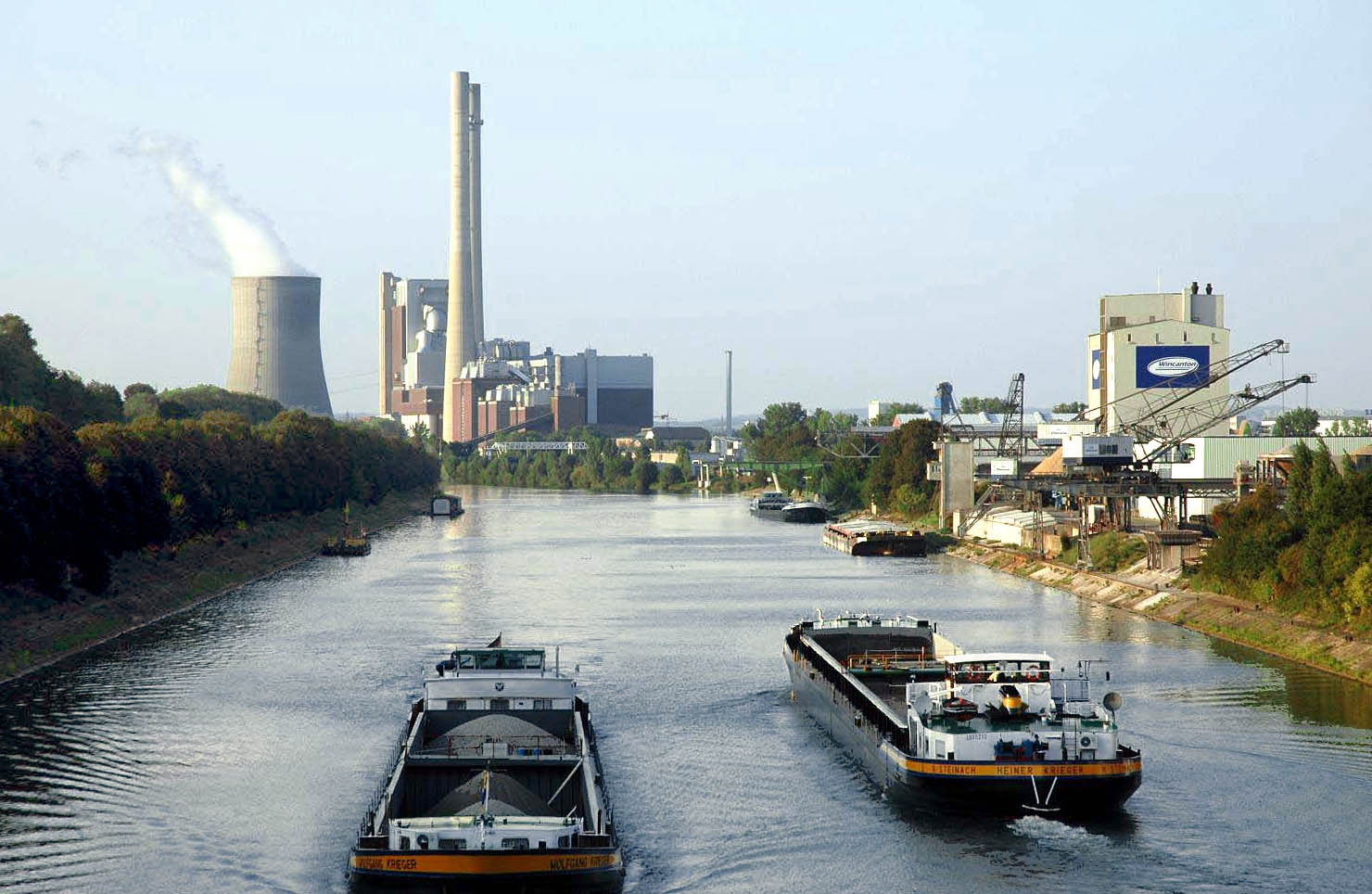
ハイルブロンの運河港

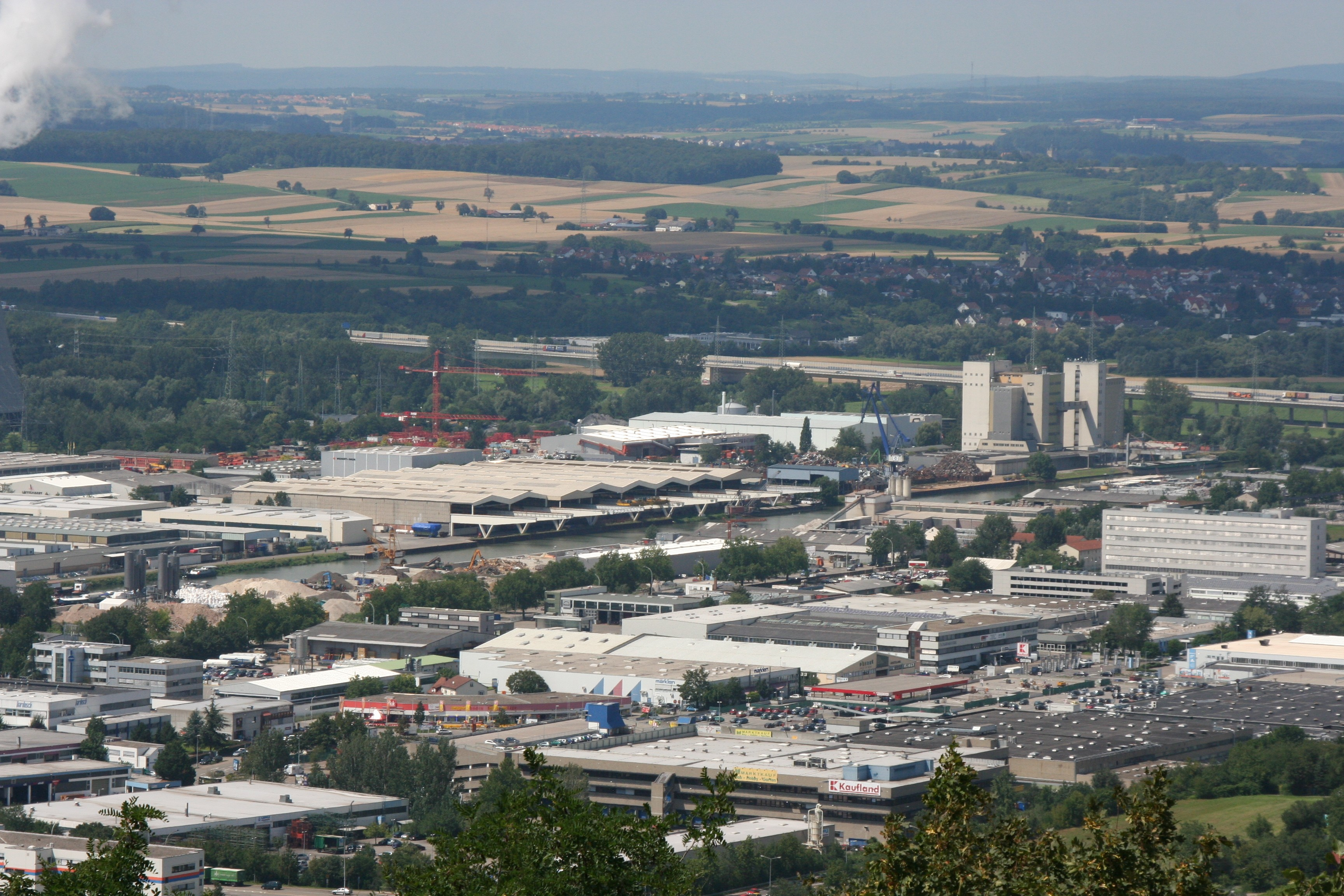
工業地域にあるオストハーフェン（東港）

ネッカー川本流は、1333年に造られた市壁に沿って迂回し、同時に堰や水車で遮られていたため、19世紀までライン川からの船舶の航行はこの街までで終わり、ハイルブロンからのネッカー川の航行は筏によるしかなかった。1821年7月17日に狭くなった箇所を迂回するヴィルヘルム運河が開通した。19世紀中頃からの工業化の動きにつれ、川沿いの港湾施設の拡充がなされた。1875年に筏港が建設された。この港にはシュヴァルツヴァルトから鉄道で運ばれてきた木材が筏に組まれ、ライン川方面に輸送された。ハイルブロンでの積み替えに際して、現在でもバイエルン州やラインラント＝プファルツ州で木材の等級分類に通常に用いられているハイルブロン等級が設けられた。
1878年からハイルブロンは、マンハイムからの鎖牽引式駆動船の終着点となった。1886年には鉱山採掘物の積み替え港である塩港が、1888年にはカールス港が開港した。ネッカー川の水運の拡大が問題化し、1921年から、マンハイム – ハイルブロン間のネッカー川の運河化が着工され、1935年に完成した。鎖牽引式駆動船はその後廃止された。
ネッカー川の運河化に伴い、同じ1935年にハイルブロン運河港が開港した。1952年にはシュトゥットガルトまで、1968年にはプロヒンゲンの運河化が完了した。約500万tの積み替えが行われるハイルブロン運河港は現在ドイツで7番目に大きな内陸港であり、ネッカー川水運の50%を担う最も重要な港である。埠頭の総延長は約7.2kmで運河港、東港と塩港に分けられる。旧ネッカー川東岸の港湾施設の面積は約107haに及ぶ。工業地域と港を結ぶ貨物鉄道の敷設距離は約18kmで、38の施設での積み替えを可能にしている。塩製品（岩塩鉱山による）、石炭（火力発電所による）、建築資材が、積み替え品の80%を占めている。港湾施設の一部は2003年に重量貨物に耐えられるよう改修され、350tの重さがあるものまで積み替えができるようになった。

### 地元企業
ハイルブロンは、2006年現在で9万人の職場がある産業都市である。

#### 有名企業

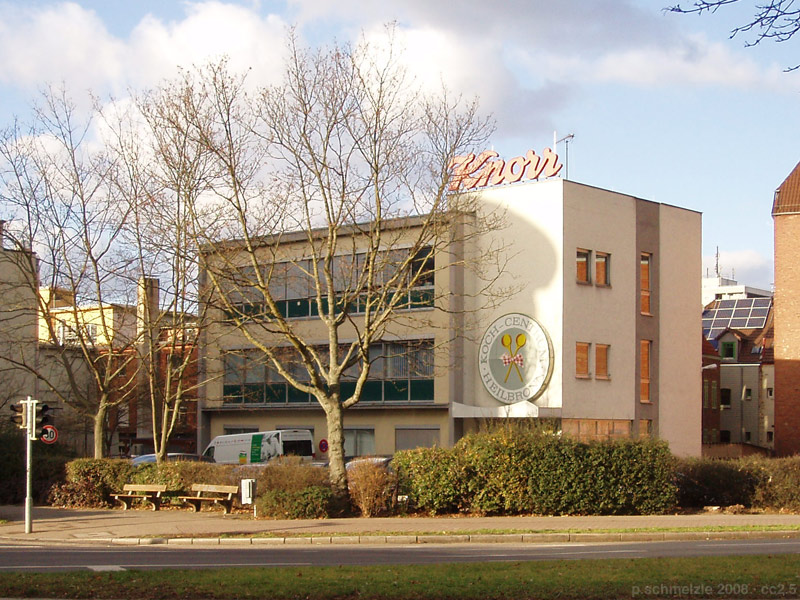
クノール＝コッホ・センター

- 1838年にハイルブロンで設立された食品会社クノールは、何度も売却が行われた末、現在国際的な企業複合体であるユニリーヴァの商標となっているが、ハイルブロンで生産・研究を行っている。
- Brüggemannグループは、1868年にハイルブロンで設立した企業を母体とする重要な化学企業である。
- 1877年にハイルブロンで設立された文具メーカーBaier & Schneiderは、Brunnenの商標で知られる製品をこの地で製造している。
- 1914/1915年に設立されたKACOは特殊充填やインバーターで世界的に活動している企業で、現在はブラジルのSabóグループに属している。
- オランダのCampina Melkunieの子会社である乳製品メーカーCampina GmbH & Co. KGはハイルブロンに本社を置いている。
- ネッカーズルムの原動機付き車両メーカーNSUは1925年からハイルブロンに工場を置いていた。1928年にフィアットに移ってからは、NSU-フィアット自動車として生産を行った。1952年から1955年には フィアット・500が、1960年にはフィアット・1100Dがここで生産された。1973年以降フィアット・ドイチュラントはハイルブロンに販売会社の本社を置き、1996年に生産拠点をフランクフルト・アム・マインに移した。ハイルブロンには、この企業グループの別の会社、たとえばフィアット・バンクGmbHなどがある。
- 1950年からハイルブロンに拠点を構えるLäppleグループは、自動車製造下請け業および工具製造の会社で、全世界で5000人の従業員のうち1350人がハイルブロンにいる。
- ドイツポストAGは1997年12月9日からハイルブロンで第74郵便センターを運営している。
- Atmel Germany GmbHは、通信、自動車、人物認証などの分野で革新的な半導体を開発、製造、販売している。
- ZEAG Energie AGはドイツで最も古いエネルギー供給会社の一つである。この会社はハイルブロンに拠点を持ち、ハイルブロン水力発電を運営している。
- Wolffkranは、1854年にフリードリヒ・アウグスト・ヴォルフが鋳鉄工場としてハイルブロンに創設した会社で、ドイツで最も古いクレーン・メーカーの一つである。現在は国際的なクレーン・メーカーとして活動しており、本社をスイスに置いている。クレーン製造は従前の通りハイルブロンで行われており、2008年からはルッカウでも生産している。
- Pflanzen-Kölleは1812年創業の園芸用品の小売業者で、現在1,200人従業員がいる。この会社の本社は1890年以来ハイルブロンに置かれている。

#### 銀行

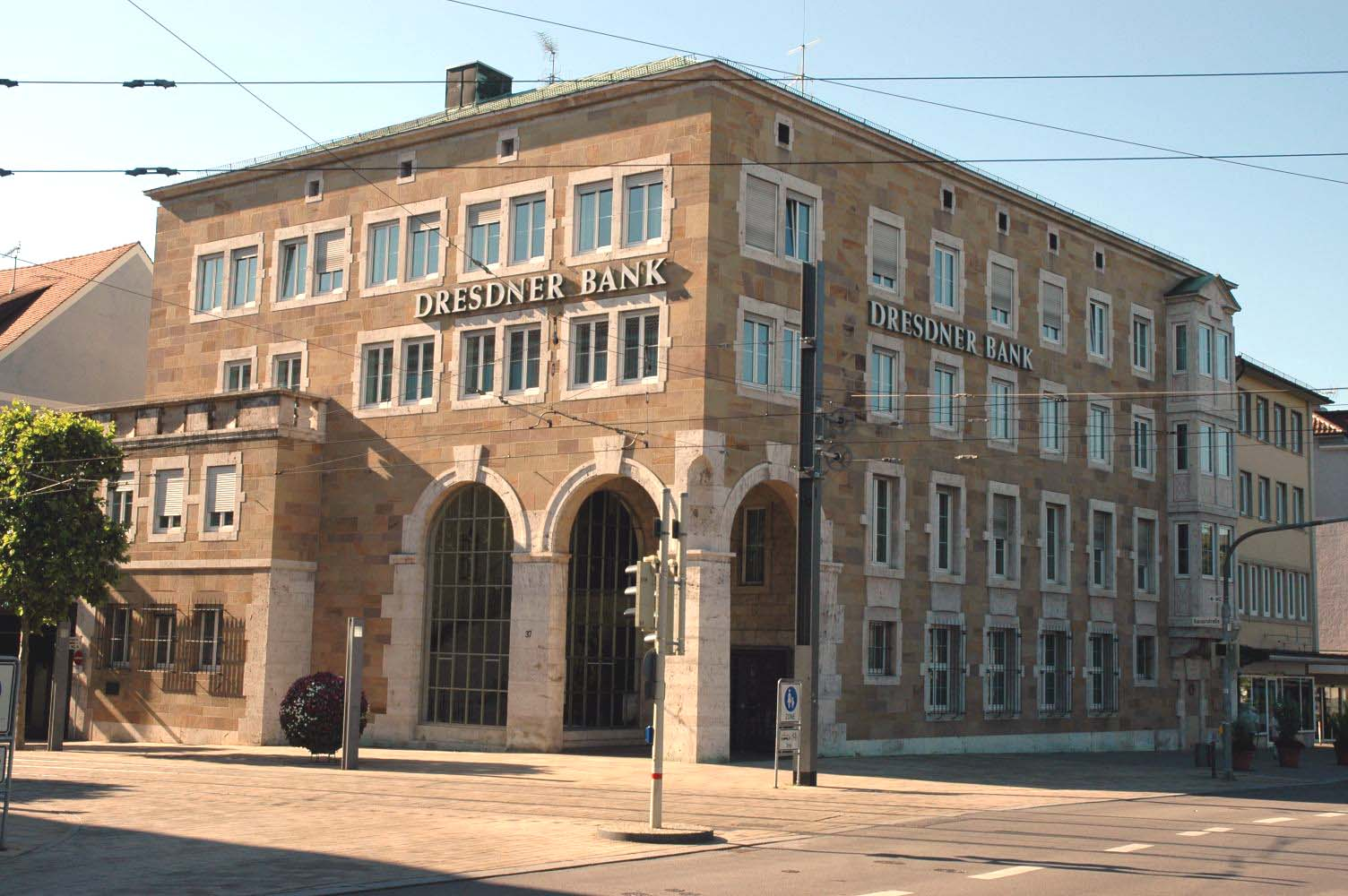
ドレスデン銀行

ハイルブロン市内では約30の銀行が営業しており、長い銀行業務の歴史を持つ。すでに11世紀のハイルブロンでは、南フランスの言葉で「Kawerschen」と呼ばれる銀行が営業を行っていた。19世紀後半からハイルブロンは、金融業の世界で再び重要な役割を担うようになった。ハイルブロンの最初の銀行は、フランクフルトのロスチャイルドの研究所と密接な関係を持っていたRümelin & Coであり、これはシュトゥットガルト以外のヴュルテンベルク領内で初めて設けられた銀行であった。現在では、中核区の中心となる交差点、アレーとカイザー/モルトケ通りとの交差点の4つの角のうち3つに銀行が建っている。
この都市の最も大きな機関は1865年に設けられたオーバーアムト貯蓄銀行が設立したハイルブロン地区貯蓄銀行である。この銀行は取引高70億ユーロ、101の支店と1,638人の従業員を擁している。ドレスデン銀行のハイルブロン支店は長い伝統を持つ銀行である。元々は1860年に設立されたマックス・グムベル＝キーフェ銀行が母体で、1918年にダルムシュタット銀行に移管された後、さらに1930年にドレスデン銀行に吸収されて現在の形となったものである。ハイルブロンの国民銀行は、同市出身の銀行家アブラハム・グムベルが1909年に設立したハイルブロン銀行協会を起源とする。1956年に組合形式の形態を採り、1982年に名称をハイルブロン国民銀行に改めた。ハイルブロン国民銀行は、取引高13億ユーロで、この地域最大の信用組合である。
ハイルブロンで営業を行う銀行はこの他に、ジュートヴェスト銀行、シュパールダ銀行、ノリス銀行、シティバンク、サンタンダー・コンシューマー銀行、コンメルツ銀行、バーデン＝ヴュルテンベルク銀行、ヘルナー銀行、GEマネー・バンク、SEB AG、バーデン＝ヴュルテンベルク州立銀行、フュルストリヒ・カステル銀行、フィアット銀行がある。

### 鉱業
ハイルブロンは、1883年から岩塩採掘を行っており、1994年に廃坑となったバート・フリードリヒスハル＝コッヒェンドルフと坑道でつながっている南西ドイツ・ザルツヴェルクAGの本社所在地である。採掘箇所は、時代と共に西に移って行き、2004年にビーベラハ地区の近くに新しい立坑「コンラーツベルク」が完成した。ハイルブロンの岩塩採掘は、西ヨーロッパ最大の企業規模である。

### 火力発電

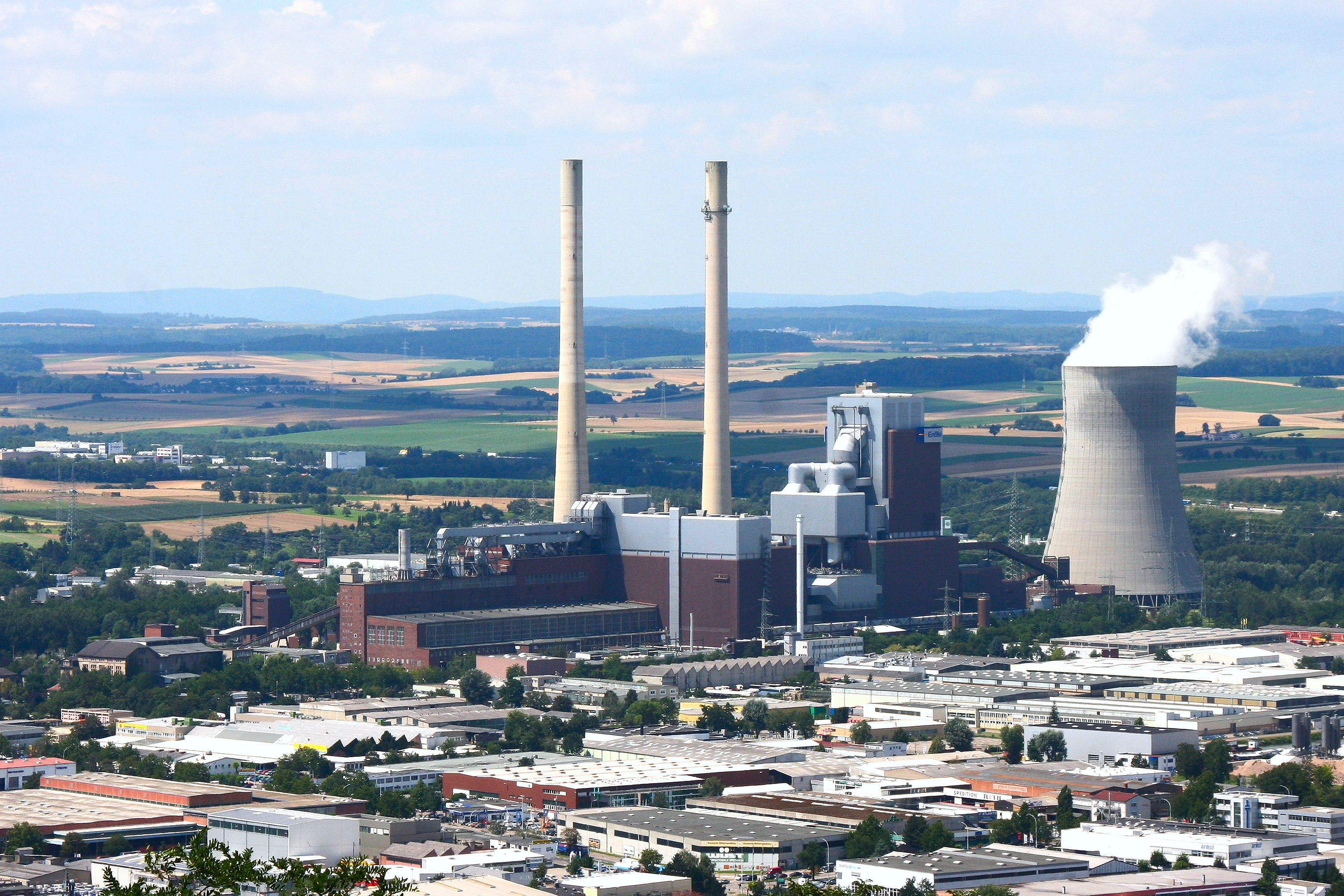
ハイルブロン火力発電所

ハイルブロンの工業区域で、EnBW AGは、石炭を燃料とした7ブロックの発電機を有する大規模な火力発電所、ハイルブロン発電所を操業している。高さ250mの2本の煙突や、高さ140mの冷却塔は遠くからも見ることができる。1998年に廃止されたブロックに催事センター「ブロックE」がある。

### メディア
ハイルブロンには南西ドイツ放送のスタジオがある。このスタジオからはSWR4バーデン＝ヴュルテンベルクの番組「フランケンラジオ」が放送されている。民間放送のL-TVは、ハイルブロン/ルートヴィヒスブルク地域の広い範囲に関するニュース番組を放送している。また、民間放送のラジオ・トーンも本社をハイルブロンに置いている。
日刊紙では、ハイルブロンナー・シュティンメが1946年からハイルブロンで刊行されている。無料の広報誌としては、ネッカー・エクスプレス（週刊）、エコー（週2回）が配布されている。この他に月刊のタウン誌として、フライツァイト・ジャーナル、モリッツ、フォンクが出版されている。

### 官庁、裁判所、施設
ハイルブロンは、ハイルブロン=フランケン地域連合、ハイルブロン郡、ハイルブロン=フランケン手工業者組合、ハイルブロン=フランケン商工会議所の本部所在地である。また、労働局、金融局、中央税関もこの街にはある。
ハイルブロンには区裁判所と地方裁判所がある。両者は共にシュトゥットガルト上級裁判所管区に属す。また、ハイルブロン労働裁判所とハイルブロン社会裁判所もある。両者の管轄にはハイルブロン郡、ルートヴィヒスブルク郡、シュヴェービッシュ・ハル郡、ホーエンローエ郡、マイン＝タウバー郡が含まれる。
この都市は、プロテスタントのヴュルテンベルク地方教会ハイルブロン教区の本部所在地であり、プロテスタントのロッテンブルク＝シュトゥットガルト司教区ハイルブロン監督管区本部所在地でもある。

### 教育
ハイルブロン市には35の学校があり、2007年から2008年の年度で939クラス20,882人の児童・生徒・学生がいる。

#### 大学
ハイルブロン専門大学は1961年4月に州立のエンジニア養成校として設立された。この他教授学と教員養成のための州立セミナーが2つある。

#### 一般教養学校

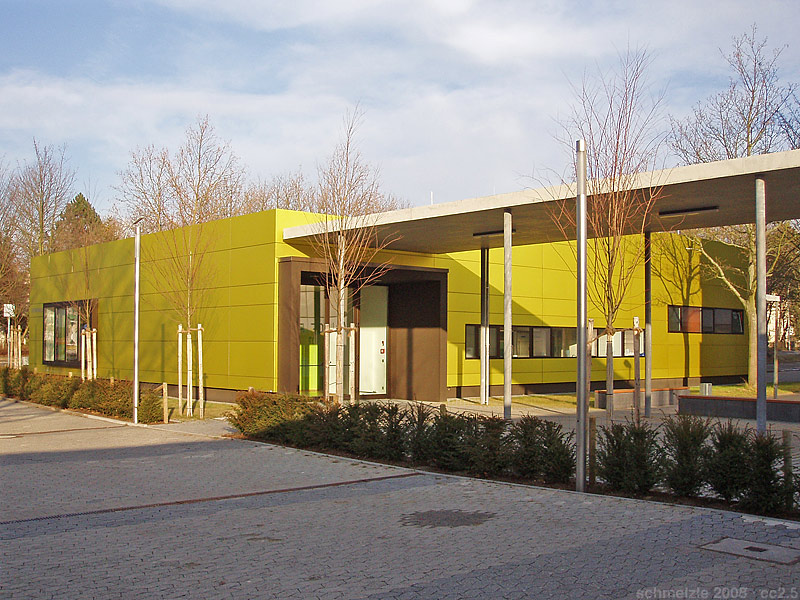
エリー＝ホイス＝クナップ＝ギムナジウム

ハイルブロンには5校のギムナジウムがある。エリー＝ホイス＝クナップ＝ギムナジウム、ユスティヌス＝ケルンナー＝ギムナジウム、メンヒゼー＝ギムナジウム、ロバート＝マイヤー＝ギムナジウム、テオドール＝ホイス＝ギムナジウムである。ロバート＝マイヤー＝ギムナジウムは、同名のロバート＝マイヤー＝市民・学習天文台を併設している。
ハイルブロンには4校の実科学校がある。ダム実科学校、ヘレーネ＝ランゲ実科学校、ハインリヒ＝フォン＝クライスト実科学校ベッキンゲン、メーリケ実科学校（ゾントハイム）である。この他に、実科学校と同格扱いとなるカトリック自由教育センター聖キリアン・ハイルブロンがある。
ハイルブロンには6校の特殊学校がある。市は4校を運営している。ヴィルヘルム＝ホフマン養護学校、ペスタトッツィ養護学校、精神障害・身体障害者のためのパウル＝メイレ＝シューレ、言語障害者のためのゲブリューダー＝グリム＝シューレである。ヘルマン＝ヘルツォーク＝シューレはハイルブロン郡の運営であり、リンゲンパーク・シューレ・ハイルブロン（難聴者と言語障害者のための、寄宿舎および相談センターつき州立学校）はバーデン＝ヴュルテンベルク州が運営している。
その他、基礎課程学校、本課程学校がある。

#### 職業訓練学校

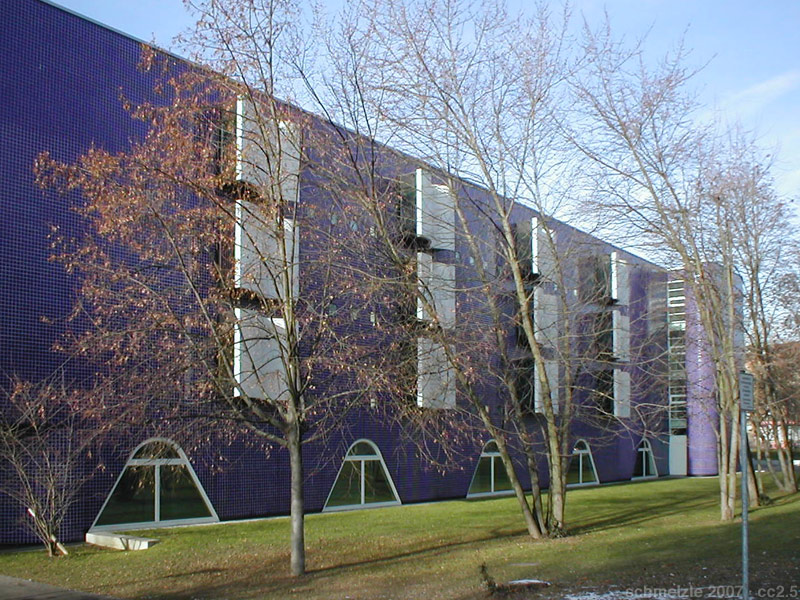
グスタフ・フォン・シュモラー＝シューレ

ハイルブロン市が運営する職業訓練学校にはグスタフ・フォン・シュモラー＝シューレ（経済ギムナジウムを併設した商業学校）およびヨハン＝ヤーコプ＝ヴィトマン＝シューレとヴィルヘルム＝マイバッハ＝シューレ（技術ギムナジウムを併設）の2校からなるハイルブロン技術学校センターがある。ハイルブロン郡が運営するのは、アンドレアス＝シュナイダー＝シューレ（経済ギムナジウムを併設した商業学校）とクリスティアーネ＝ヘルツォーク＝シューレ（栄養学ギムナジウムとバイオテクノロジー・ギムナジウムを併設した家政学および農業訓練学校）である。2005年の秋からもう1校、ペーター＝ブルックマン＝シューレ（農業経営、健康、家政学、栄養、養護）
これらの他、いくつかの私立学校も存在する。

#### 幼稚園
ハイルブロンには、87の幼稚園があり、そのうち34園をハイルブロン市が運営している。2008年1月からハイルブロン市は幼稚園を無料にした。これは、経営母体にかかわらずすべての幼稚園のすべての園児について、3歳の誕生日から入学まで適用される。

## 人物

### 出身者

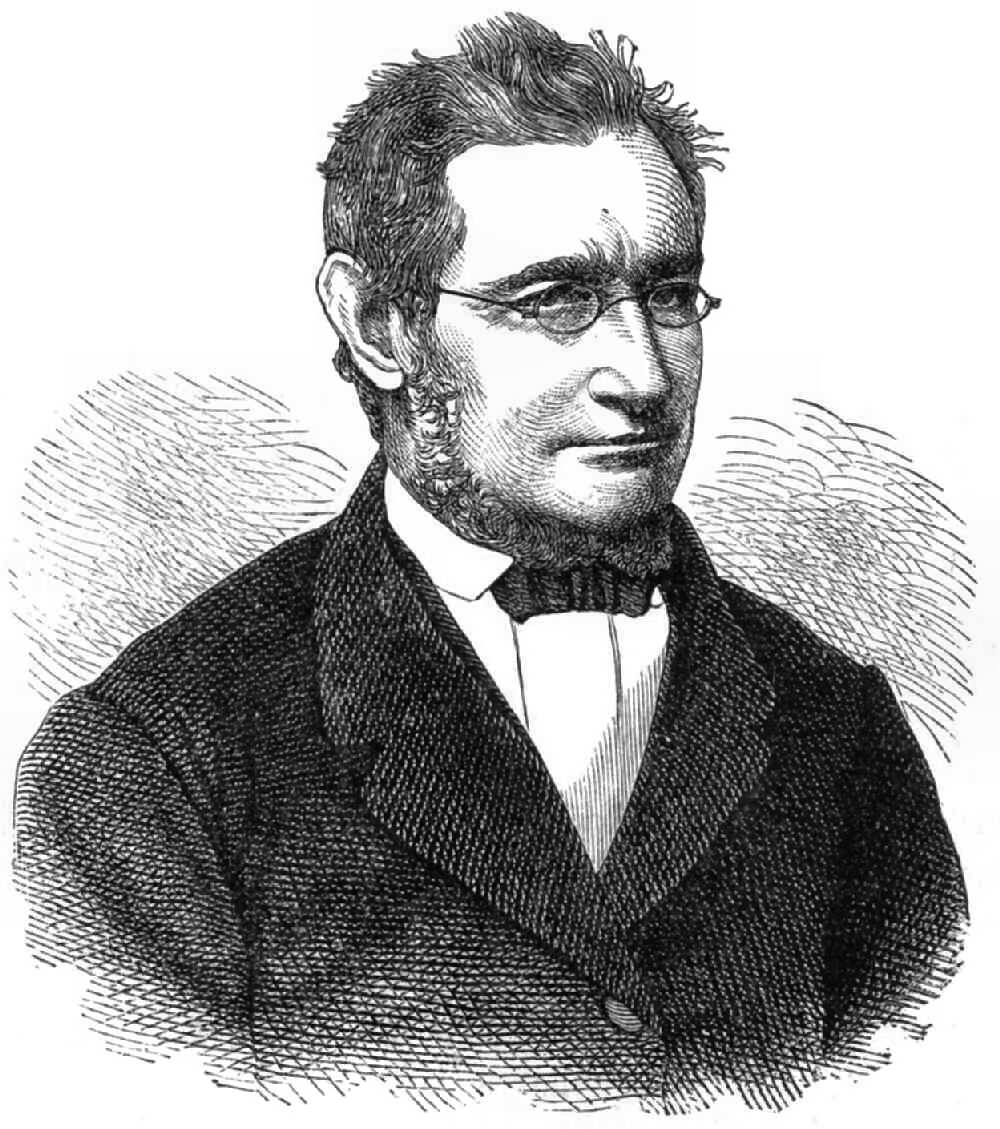
ユリウス・ロベルト・フォン・マイヤー

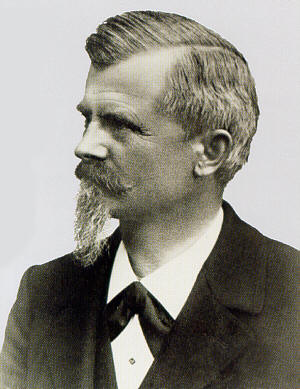
ヴィルヘルム・マイバッハ

- ハインリヒ・フリードリヒ・フューガー（1751年 - 1818年）画家。
- ヴィルヘルム・ヴァイブリンガー（1804年 - 1830年）詩人、作家。
- ユリウス・ロベルト・フォン・マイヤー（1814年 - 1878年）医師、物理学者。エネルギー保存の法則の発見者。
- アドルフ・クルス（1825年 - 1905年）建築家。ワシントンD.C.の建物の多くを手がけた。
- グスタフ・フォン・シュモラー（1838年 - 1917年）経済学者。
- フーゴ・ヘールマン（1844年 - 1935年）ヴァイオリニスト。
- ヴィルヘルム・マイバッハ（1846年 - 1929年）エンジニア。自動車開発のパイオニアであり、ゴットリープ・ダイムラーとともに高速運転が可能な内燃機関の開発を行った。
- ジークフリート・グンベル（1874年 - 1942年）弁護士。ヴュルテンベルクのイスラエル組織のリーダー。
- ヘルムート・ヒルト（1886年 - 1938年）飛行技術のパイオニア。飛行機、飛行船の設計者。
- オットー・キルヒハイマー（1905年 - 1965年）社会学者、政治思想家。
- ヴァルター・フレンツ（1907年 - 2004年）写真家、映画カメラマン。レニ・リーフェンシュタールの下でカメラマンを務めた。
- アンジェイ・セヴェリン（1946年 - ）ポーランド人俳優。
- ハイデ・リューレ（1948年 - ）緑の党連邦代表。
- トミスラフ・マリッチ（1973年 - ）クロアチア人サッカー選手。
- マリージョ・マリッチ（1977年 - ）クロアチア人サッカー選手。
- シベル・ケキリ（1980年 - ）女優。2004年にベルリン国際映画祭金熊賞を受賞した『愛より強く』の主演女優である。
- マルティン・ヘス（1987年 - ）サッカー選手。

## 引用
1. ↑  Statistisches Landesamt Baden-Württemberg – Bevölkerung nach Nationalität und Geschlecht am 31. Dezember 2023 (CSV-Datei)
2. ↑  Max Mangold, ed (2005). Duden, Aussprachewörterbuch (6 ed.). Dudenverl. p. 394. ISBN 978-3-411-04066-7
3. ↑  位置の項の出典:
Topographische Karte 1:25 000. Blatt 6821 Heilbronn. 3. Auflage. Landesvermessungsamt Baden-Württemberg, Stuttgart 2001, ISBN 3-89021-059-7
Geologische Karte von Baden-Württemberg. 1:25 000. 3. Auflage. Geologisches Landesamt Baden-Württemberg, [Freiburg] 1986
Horst Brunner: Geologische Karte 1:25 000 von Baden-Württemberg. Erläuterungen zu Blatt 6821 Heilbronn. Unveränderter Nachdruck der 3. Auflage von 1986. Geologisches Landesamt Baden-Württemberg, Freiburg 1995. S. 4
4. ↑  高度と広がりについての出典: Amtlicher Stadtplan Heilbronn. Maßstab 1 : 15 000. 40. Auflage, Ausgabe 2007. Stadt Heilbronn, Vermessungs- und Katasteramt, Heilbronn 2007. Karte sowie Beilage S. 2
5. ↑  市の構成の項の出典:
Das Land Baden-Württemberg. Amtliche Beschreibung nach Kreisen und Gemeinden. Band IV: Regierungsbezirk Stuttgart, Regionalverbände Franken und Ostwürttemberg. Kohlhammer, Stuttgart 1980, ISBN 3-17-005708-1. S. 1–19
Hauptsatzung der Stadt Heilbronn vom 15. Juni 2000 (PDF; abgerufen 23. Dezember 2007)
Werner Heim: Die Ortswüstungen des Kreises Heilbronn. In: Historischer Verein Heilbronn. 22. Veröffentlichung. Heilbronn 1957. S. 72
6. ↑  Dieter Berger: Duden, geographische Namen in Deutschland: Herkunft und Bedeutung  der Namen von Ländern, Städten, Bergen und Gewässern. Mannheim/Leipzig/Wien/Zürich: Dudenverlag, 1993 (ISBN 3-411-06251-7), S. 129.
7. ↑  Lexikon des Mittelalters. Bd. IV. München/Zürich: Artemis 1989 (ISBN 3-7608-8904-2), Sp. 2013-2014.
8. ↑  末永豊「ネッカー川」〔柏木貴久子 ・ 松尾誠之・ 末永豊『南ドイツの川と町』三修社　2009　(ISBN 978-4-384-04187-3)、284-285頁〕。
9. ↑   日本民話の会 / 外国民話研究会（編訳）『世界の花と草木の民話』三弥井書店　2006年（ISBN 4-8382-9070-5）、288頁。
10. ↑  https://web.archive.org/web/20160304221623/http://www.jiji.com/jc/c?g=int_30&k=2009033000026
11. ↑  “Gemeinderatswahlen 2019 - Stadtkreis Heilbronn”. 2021年6月20日閲覧。
12. ↑  紋章と旗の項の出典:
Heinz Bardua: Die Kreis- und Gemeindewappen im Regierungsbezirk Stuttgart. Theiss, Stuttgart 1987, ISBN 3-8062-0801-8 (Kreis- und Gemeindewappen in Baden-Württemberg, 1). S. 21
Eberhard Gönner: Wappenbuch des Stadt- und des Landkreises Heilbronn mit einer Territorialgeschichte dieses Raumes. Archivdirektion Stuttgart, Stuttgart 1965 (Veröffentlichungen der Staatlichen Archivverwaltung Baden-Württemberg, 9). S. 45ff.
13. ↑  http://www.heilbronn.de/index.php?f=cont_bild_text_mittig.htm&d=/kul_frei/kultureinrichtungen/harmonie/&s=& Besucherzahl lt. www.heilbronn.de
14. ↑  http://www.kunstverein-heilbronn.de/cms/front_content.php?idcat=53 www.kunstverein-heilbronn.de
15. ↑  Verwaltungsbericht Stadt Heilbronn 1975–78, S. 54 ff.
16. ↑  クリストフ・クレーマー: 『交通の発達コンセプト』ハイルブロン＝フランケン地域連盟、ハイルブロン 2004
17. ↑  『ハイルブロン＝フランケン地域のデータ』 regionalverband-heilbronn-franken.de （2008年7月20日に参照）
18. ↑  http://www.stadtarchiv-heilbronn.de ハイルブロン市の歴史 – 市史 第1巻: 741 - 1200ページ付近（クリストハルト・シュレンク）
19. ↑  シュトゥットガルト、ハイルブロン、ロイトリンゲン、ウルム工業・商業会議所創立100周年記念刊行物 1855 - 1955
20. ↑  Hans Franke: Geschichte und Schicksal der Juden in Heilbronn. Stadtarchiv Heilbronn, Heilbronn 1963 (Veröffentlichungen des Archivs der Stadt Heilbronn, 11) (hier PDF, 1.2 MB)
21. ↑  市報: ネッカーエクスプレス 第34号 ハイルブロン市とハイルブロン郡シリーズ Bankenstadt Heilbronn（銀行都市ハイルブロン）: Gründer-Nachfolger-Wirtschaftsfaktor (1) 2004年8月18日号
22. ↑  http://www.suedsalz.de/content2.asp?area=nebenmenue&site=sssalzgewinnung&cls=01
23. ↑  ハイルブロン市の教育機関 2007/2008(PDF)
24. ↑  ハイルブロン市の子育て支援に関するデータバンク